# 大窩口邨
大窩口邨（英語：Tai Wo Hau Estate）是香港的一個公共屋邨，位於新界葵青區中葵涌大窩口，鄰近荃灣市中心，是葵青區所有公共屋邨之中，地理位置上最接近荃灣區的屋邨。本邨於1961年及1968年入伙，是新界第一個徙置區，其後於1970年代開始重建，新建樓宇於分別於1979年至1993年期間入伙，總人口約19,800人。現由香港房屋委員會負責管理屋邨。
葵賢苑（英語：Kwai Yin Court）是香港的一個居者有其屋屋苑，位於大廈街43號，屬於大窩口邨重建第五期項目，項目還包括大窩口體育館，共有兩座樓宇，在1993年落成。
葵蓉苑（英語：Kwai Yung Court）原是居者有其屋屋苑，位於石頭街8號，項目編號為TW12。原址為大窩口邨第20座徙置大廈，共有兩座樓宇，屬於大窩口邨重建第六期項目，原本透過居屋計劃出售，但後來政府決定停售居屋。房委會於2004年售出予政府後被改為政府宿舍。第2座2005年6月入伙。

## 歷史

### 興建徙置大廈
第二次世界大戰後，大量中國大陸難民移港定居，由於當時香港政府沒有一個房屋政策來為低下階層而設的，所以很多難民在 1949 年至 1953 年間在山邊興建木屋來居住，但這些木屋設備簡陋、衛生環境惡劣，加上木屋的密度高，所以經常發生火警，最終於 1953 年的聖誕夜，石硤尾木屋區發生了史無前例的大火、令 5 萬多人無家可歸，於是政府在大窩口一帶興建徙置大廈，用以安置災民。此外，大窩口徙置區亦用作安置受荃灣新市鎮及垃圾灣發展所涉填海工程影響的漁民。
除了大窩口外，還在大坑東、石硤尾和李鄭屋興建徙置大廈，除了原石硤尾邨美荷樓外，所有徙置大廈已拆卸進行重建。

### 加插第四型徙廈
在1961年落成的19座樓宇屬於第二型徙置大廈，初期以英文字母作為座號名，分別命名由A座至T座（I座與「1座」過於相近因此不使用）。後來在1966年加插第20座，採用較新式的第四型徙置大廈設計，當時徙置區已流行以數字作為座號，但是為表此座是原有以第二型徙廈為主的徙置區的加建樓宇，補回字母座號（「第X座」），但是並不常用。同樣情況出現在東頭徙置區，不過東頭徙置區的第四型徙廈的字母座號較常用。

### 舊廈重建
1977年大窩口邨開始進行重建工程，與石硤尾邨和大坑東邨不同的是，香港房屋委員會把大窩口邨所有第二型徙置大廈拆卸重建，新樓宇於 1979 年至 1993 年入伙，並以「富〇樓」命名；第四型徙置大廈第20座則加上「富裕樓」名字。
當時新建的富秀樓與富平樓採用了相連長型樓宇類型當中較少使用的「L」款樓宇，相連長型L款樓宇在全港公共屋邨當中僅建有四座，另外 2 座位於橫頭磡邨的宏光樓及宏顯樓。
大窩口邨附近設有商場，加上設有行人天橋往大窩口站，同有（逾 30 條）巴士路線途經葵涌青山公路（兩旁）及紅、綠小巴等往返港九新界各區，交通方便。由於大窩口位處山谷位置，經葵涌邨可到達葵興、葵盛東邨及葵芳、荃灣市中心及石圍角邨、城門谷一帶亦可步行前往。
2004年，房委會出售大窩口邨重建第六期的居者有其屋「葵蓉苑」予政府，隨後被改為政府宿舍，以應付政府宿舍不足及解決居屋空置問題。第2座由警務處宿舍組支配，另一座由消防處分配，主要分配予救護員。

## 屋苑資料

### 現存樓宇

#### 大窩口邨
大窩口邨各大廈以「富〇樓」命名，是以共通字命名樓宇的房委會公共屋邨中少數與屋邨名稱或鄰近主幹道及其諧音皆無關的公共屋邨之一（另外為牛頭角下邨、和樂邨及福來邨）。
後來富昌邨亦採用此命名規則。
| 樓宇名稱（座號）            | 樓宇類型                                | 落成年份   | 樓宇層數 （住宅層數） | 每層伙數                   | 每座單位總數（伙） | 承建商   | 提供升降機的廠商 (更換前)  | 提供升降機的廠商 (更換後) | 期數 |
| --------------------------- | --------------------------------------- | ---------- | --------------------- | -------------------------- | ------------------ | -------- | -------------------------- | ------------------------- | ---- |
| 富貴樓（第1座） （英語：Fu Kwai House）  | 舊長型 （中央走廊式，連接I）            | 1979年     | 17                    | 32                         | 544                | 德臣建築 | 日立 DB/A2 AC/2            | 通力 MiniSpace VVVF       | 1    |
| 富國樓（第2座） （英語：Fu Kwok House）  | 舊長型 （中央走廊式，連接C）            | 1980年     | 18                    | 40                         | 720                | 德臣建築 | 日立 DB/A2 AC/2            | 通力 MiniSpace VVVF       | 1    |
| 富強樓（第3座） （英語：Fu Keung House）  | 舊長型 （中央走廊式，連接C）            | 1984年     | 20                    | 40                         | 800                | 中國建築 | 快高靈（Falconi） AC/2     | 三菱 NexWay VVVF          | 2    |
| 富安樓（第4座） （英語：Fu On House）  | 單座工字型 （特別設計）                 | 1980年     | 14 (12)               | 22                         | 264                | 興記建築 | 東芝 CA11 AC/2             | 通力MiniSpace VVVF        | 1    |
| 富榮樓（第5座） （英語：Fu Wing House）  | 雙連座工字型 （第一代）                 | 1980年     | 26（低座） 28（高座） | 30（2-26樓） 15（27-28樓） | 780                | 德臣建築 | 日立 DB/A2 AC/2            | 通力MiniSpace VVVF        | 1    |
| 富華樓（第6座） （英語：Fu Wah House）  | 雙連座工字型 （第一代）                 | 1980年     | 26（低座） 28（高座） | 30（2-26樓） 15（27-28樓） | 780                | 德臣建築 | 日立 DB/A2 AC/2            | 通力MiniSpace VVVF        | 1    |
| 富邦樓（第7座） （英語：Fu Pong House）  | 雙連座工字型 （第三代）                 | 1984年     | 27                    | 14（14樓） 15（其它樓層）  | 420                | 中國建築 | 快高靈（Falconi） AC/2     | 三菱 NexWay VVVF          | 2    |
| 富民樓（第8座） （英語：Fu Man House）  | 雙連座工字型 （第三代）                 | 1984年     | 26                    | 14（14樓） 15（其它樓層）  | 404                | 中國建築 | 快高靈（Falconi） AC/2     | 三菱 NexWay VVVF          | 2    |
| 富秀樓（第9座） （英語：Fu Sau House）  | 相連長型L型第三款                       | 1988年     | 19                    | 12                         | 228                | 金門建築 | 三菱 MP-VF VVVF            | (暫未更換)                | 3    |
| 富平樓（第10座） （英語：Fu Ping House） | 相連長型L型第三款                       | 1988年     | 20                    | 12                         | 240                | 金門建築 | 三菱 MP-VF VVVF            | (暫未更換)                | 3    |
| 富逸樓（第11座） （英語：Fu Yat House） | 相連長型一型第三款                      | 1988年     | 26                    | 26（2-24樓） 18（25樓）    | 703                | 金門建築 | 三菱 MP-VF VVVF            | (暫未更換)                | 3    |
| 富雅樓（第12座） （英語：Fu Nga House） | 相連長型一型第三款                      | 1988年     | 26                    | 26（2-24樓） 18（25樓）    | 703                | 金門建築 | 三菱 MP-VF VVVF            | (暫未更換)                | 3    |
| 富靜樓（第13座） （英語：Fu Ching House） | 相連長型一型第三款                      | 1989年     | 26                    | 26（2-24樓） 18（25樓）    | 703                | 金門建築 | 三菱 MP-VF VVVF            | (暫未更換)                | 3    |
| 富碧樓（第14座） （英語：Fu Pik House） | 相連長型一型第三款                      | 1989年     | 26                    | 26（2-24樓） 18（25樓）    | 703                | 金門建築 | 三菱 MP-VF VVVF            | (暫未更換)                | 3    |
| 富泰樓（第15座） （英語：Fu Tai House） | 和諧一型第二款 （第一代）               | 1993年10月 | 38                    | 20                         | 760                | 新福港   | 英國通用電氣-捷運 QVT VVVF | 東芝 New ELBRIGHT VVVF    | 4    |
| 富德樓（第16座） （英語：Fu Tak House） | 和諧一型第二款 （第一代）               | 1993年10月 | 38                    | 20                         | 760                | 新福港   | 英國通用電氣-捷運 QVT VVVF | 東芝 New ELBRIGHT VVVF    | 4    |
| 富賢樓（第17座） （英語：Fu Yin House） | 和諧一型第二款（第一代） 連和諧附翼三型 | 1993年10月 | 38                    | 18（21-38樓） 28（1-20樓） | 884                | 新福港   | 英國通用電氣-捷運 QVT VVVF | 東芝 New ELBRIGHT VVVF    | 4    |

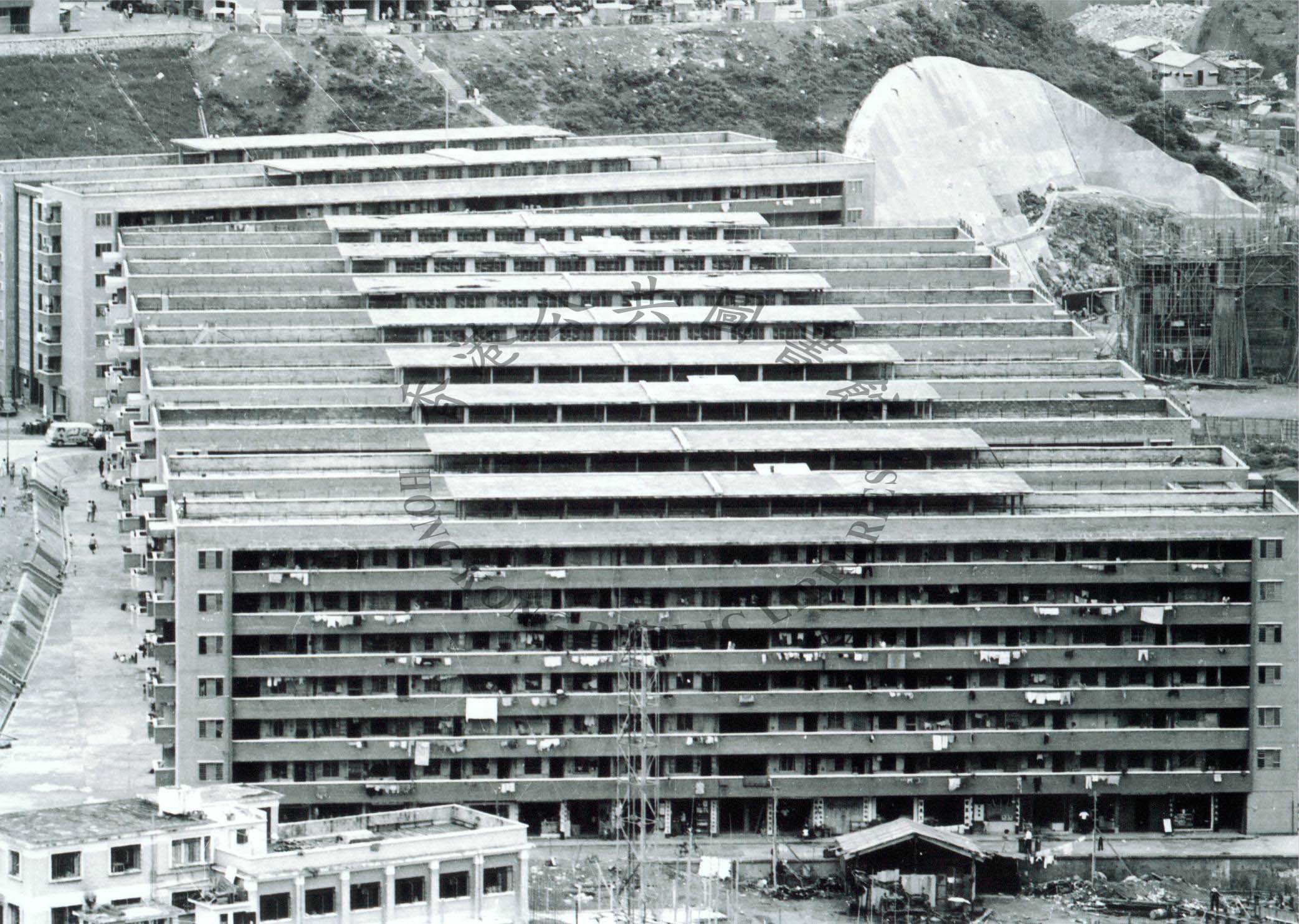
重建前的大窩口邨（1962 年）
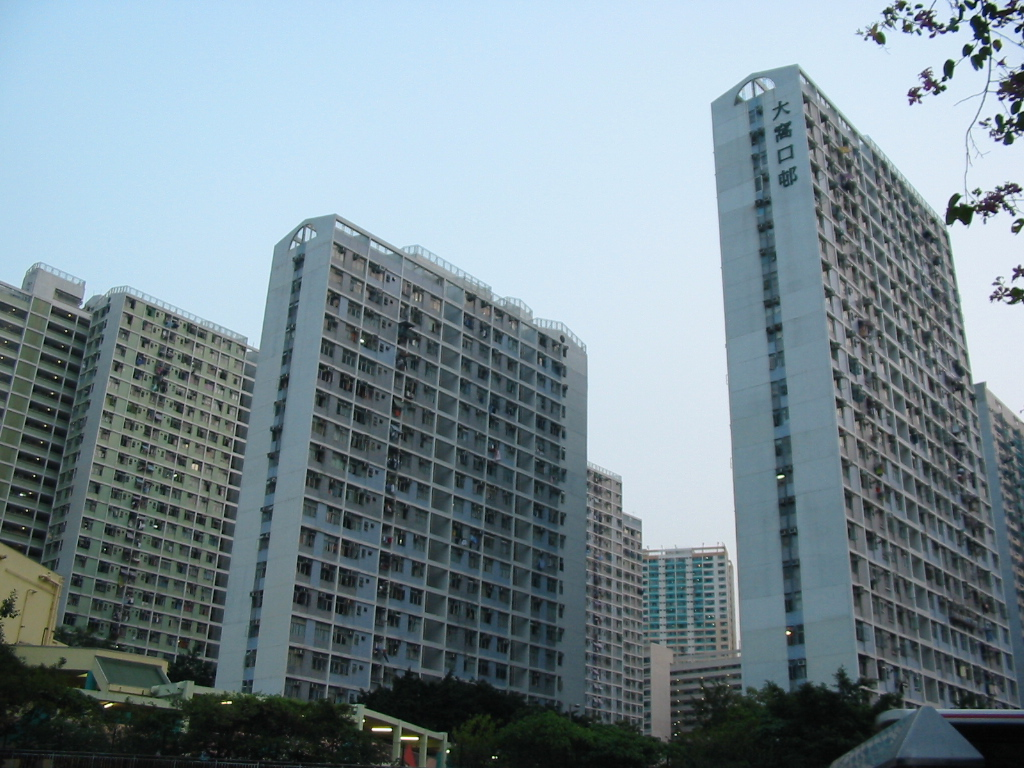
大窩口邨的相連長型大廈（2006 年 10 月）
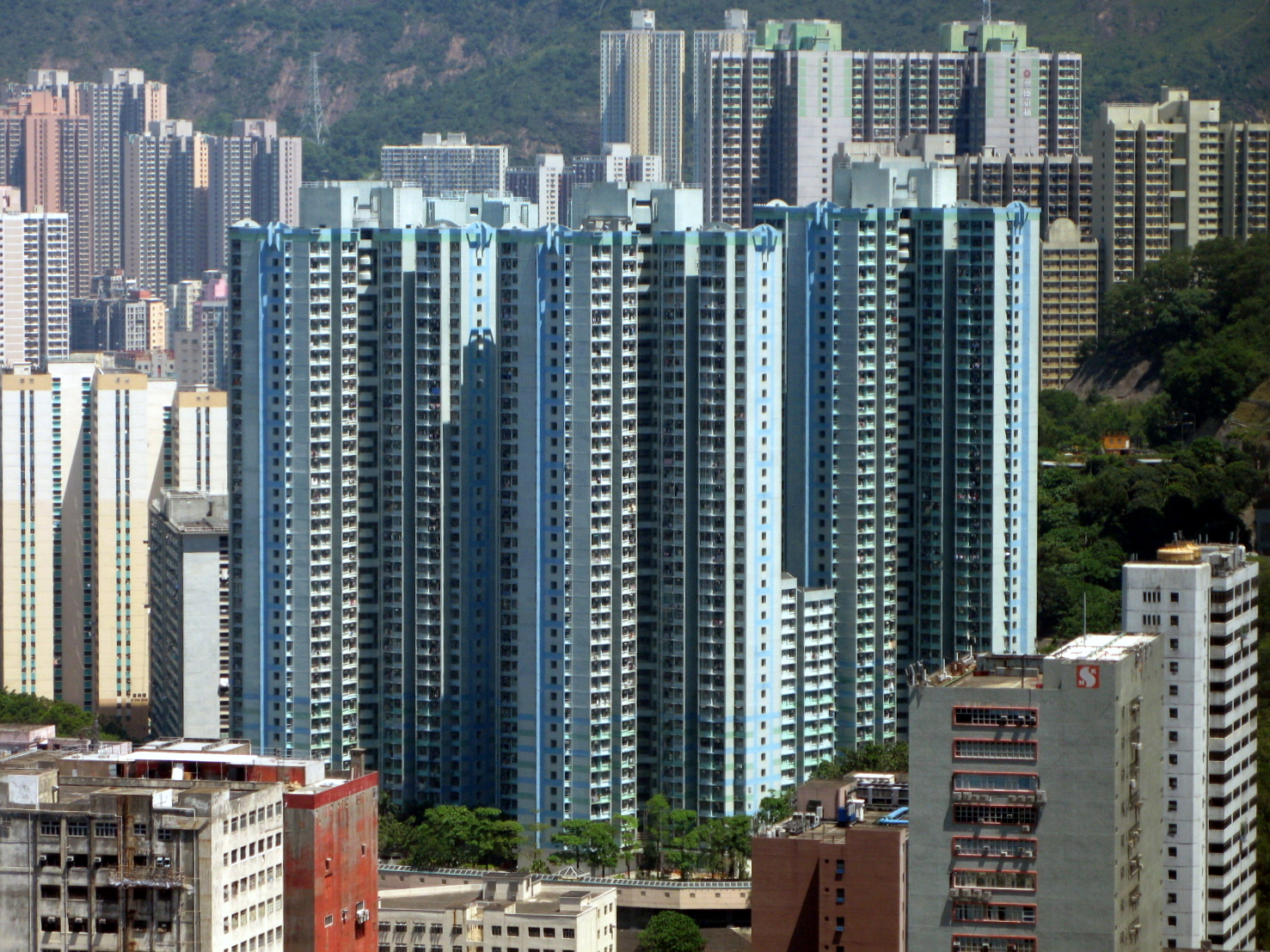
大窩口邨的和諧式大廈（2008 年 8 月）

#### 葵賢苑
| 樓宇名稱（座號） | 樓宇類型 | 落成年份 | 住宅層數 | 每層伙數 | 每座單位數目（伙） | 承建商   | 提供升降機的廠商  |
| ---------------- | -------- | -------- | -------- | -------- | ------------------ | -------- | ----------------- |
| 葵義閣（A座）    | 新十字型 | 1993年   | 35       | 10       | 350                | 有利建築 | 英國通用電氣-捷運 |
| 葵謙閣（B座）    | 新十字型 | 1993年   | 35       | 10       | 350                | 有利建築 | 英國通用電氣-捷運 |

#### 葵蓉苑
原本是居屋。因政府宣布停售居屋、隨後售予政府，故樓宇沒有命名。
| 樓宇名稱（座號） | 樓宇類型       | 落成年份 | 住宅層數 | 每層伙數 | 每座單位數目（伙） | 承建商   | 提供升降機的廠商 |
| ---------------- | -------------- | -------- | -------- | -------- | ------------------ | -------- | ---------------- |
| 第1座            | 康和一型第一款 | 2004年   | 32       | 8        | 256                | 瑞安建業 | 奧的斯           |
| 第2座            | 康和一型第一款 | 2004年   | 32       | 8        | 256                | 瑞安建業 | 奧的斯           |

所有樓宇於2000年10月動工，於2004年3月完成興建。

### 歷代樓宇
| 重建前的大窩口邨                                                                                       | 重建前的大窩口邨 | 重建前的大窩口邨 | 重建前的大窩口邨 | 重建前的大窩口邨 | 重建前的大窩口邨 | 重建前的大窩口邨                    | 重建前的大窩口邨                                       |
| 樓宇名稱（座號）                                                                                       | 原座號           | 樓宇類型         | 落成年份         | 期数             | 拆卸年份         | 重建後原地所屬的樓宇                | 安置屋邨                                               |
| --- | ---------------- | ---------------- | ---------------- | ---------------- | ---------------- | ----------------------------------- | ------------------------------------------------------ |
| 第1座                                                                                                  | A                | 第二型           | 1961年           | 1                | 1982年           | 富強樓                              | （同一屋邨） 富貴樓 富榮樓 富華樓 富安樓               |
| 第2座                                                                                                  | B                | 第二型           | 1961年           | 1                | 1982年           | 富邦樓 富民樓 大窩口商場            | （同一屋邨） 富貴樓 富榮樓 富華樓 富安樓               |
| 第3座                                                                                                  | C                | 第二型           | 1961年           | 1                | 1982年           | 富邦樓 富民樓 大窩口商場            | （同一屋邨） 富貴樓 富榮樓 富華樓 富安樓               |
| 第4座                                                                                                  | D                | 第二型           | 1961年           | 1                | 1985年           | 富秀樓 富碧樓                       | 博康邨 山景邨                                          |
| 第5座                                                                                                  | E                | 第二型           | 1961年           | 1                | 1985年           | 富秀樓 富碧樓                       | 博康邨 山景邨                                          |
| 第6座                                                                                                  | F                | 第二型           | 1962年           | 2                | 1985年           | 大窩口體育館                        | 博康邨 山景邨                                          |
| 第7座                                                                                                  | G                | 第二型           | 1962年           | 2                | 1989年           | 葵賢苑                              | （同一屋邨） 富雅樓 富平樓 富秀樓 富逸樓               |
| 第8座                                                                                                  | H                | 第二型           | 1962年           | 2                | 1984年           | 富雅樓 富平樓 富靜樓 富逸樓         | （同一屋邨） 富國樓 富強樓 富邦樓 富民樓               |
| 第9座                                                                                                  | J                | 第二型           | 1962年           | 2                | 1984年           | 富雅樓 富平樓 富靜樓 富逸樓         | （同一屋邨） 富國樓 富強樓 富邦樓 富民樓               |
| 第10座                                                                                                 | K                | 第二型           | 1962年           | 2                | 1984年           | 富雅樓 富平樓 富靜樓 富逸樓         | （同一屋邨） 富國樓 富強樓 富邦樓 富民樓               |
| 第11座                                                                                                 | L                | 第二型           | 1962年           | 2                | 1984年           | 富雅樓 富平樓 富靜樓 富逸樓         | （同一屋邨） 富國樓 富強樓 富邦樓 富民樓               |
| 第12座                                                                                                 | S                | 第二型           | 1962年           | 1                | 1977年           | 富榮樓 富華樓                       | 葵盛西邨 荔景邨                                        |
| 第13座                                                                                                 | T                | 第二型           | 1962年           | 1                | 1977年           | 富榮樓 富華樓                       | 葵盛西邨 荔景邨                                        |
| 第14座                                                                                                 | R                | 第二型           | 1962年           | 1                | 1981年           | 富國樓                              | （同一屋邨） 富貴樓 富榮樓 富華樓 富安樓               |
| 第15座                                                                                                 | M                | 第二型           | 1962年           | 1                | 1990年           | 富泰樓 富德樓 富賢樓 大窩口第二商場 | （同一屋邨） 富秀樓 富碧樓 富雅樓 富平樓 富靜樓 富逸樓 |
| 第16座                                                                                                 | N                | 第二型           | 1962年           | 1                | 1990年           | 富泰樓 富德樓 富賢樓 大窩口第二商場 | （同一屋邨） 富秀樓 富碧樓 富雅樓 富平樓 富靜樓 富逸樓 |
| 第17座                                                                                                 | O                | 第二型           | 1962年           | 1                | 1990年           | 富泰樓 富德樓 富賢樓 大窩口第二商場 | （同一屋邨） 富秀樓 富碧樓 富雅樓 富平樓 富靜樓 富逸樓 |
| 第18座                                                                                                 | P                | 第二型           | 1962年           | 1                | 1990年           | 富泰樓 富德樓 富賢樓 大窩口第二商場 | （同一屋邨） 富秀樓 富碧樓 富雅樓 富平樓 富靜樓 富逸樓 |
| 第19座                                                                                                 | Q                | 第二型           | 1962年           | 1                | 1990年           | 富泰樓 富德樓 富賢樓 大窩口第二商場 | （同一屋邨） 富秀樓 富碧樓 富雅樓 富平樓 富靜樓 富逸樓 |
| 富裕樓（第20座）                                                                                       | X                | 第四型           | 1966年           | （不適用）       | 2000年           | 葵蓉苑                              | 葵盛東邨 葵芳邨                                        |
| 徙置大廈第20座是全港唯一一幢字母座號、數字座號及樓宇名稱齊備，但是屋邨名稱沒有更改亦未曾改建的徙置大廈 |                  |                  |                  |                  |                  |                                     |                                                        |

## 商場、街市及康樂設施

### 大窩口商場及住宅地舖

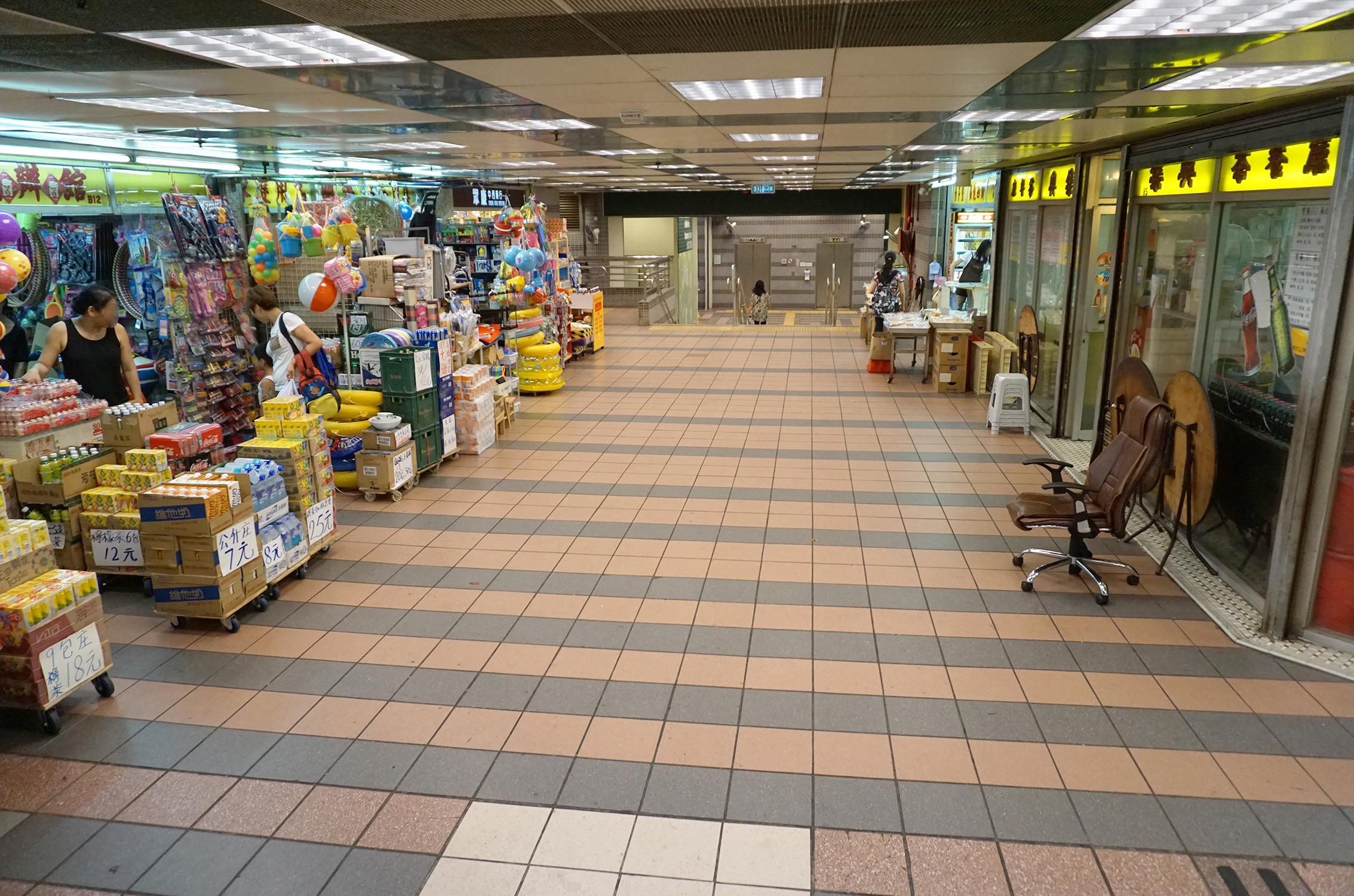
翻新前的大窩口商場2樓
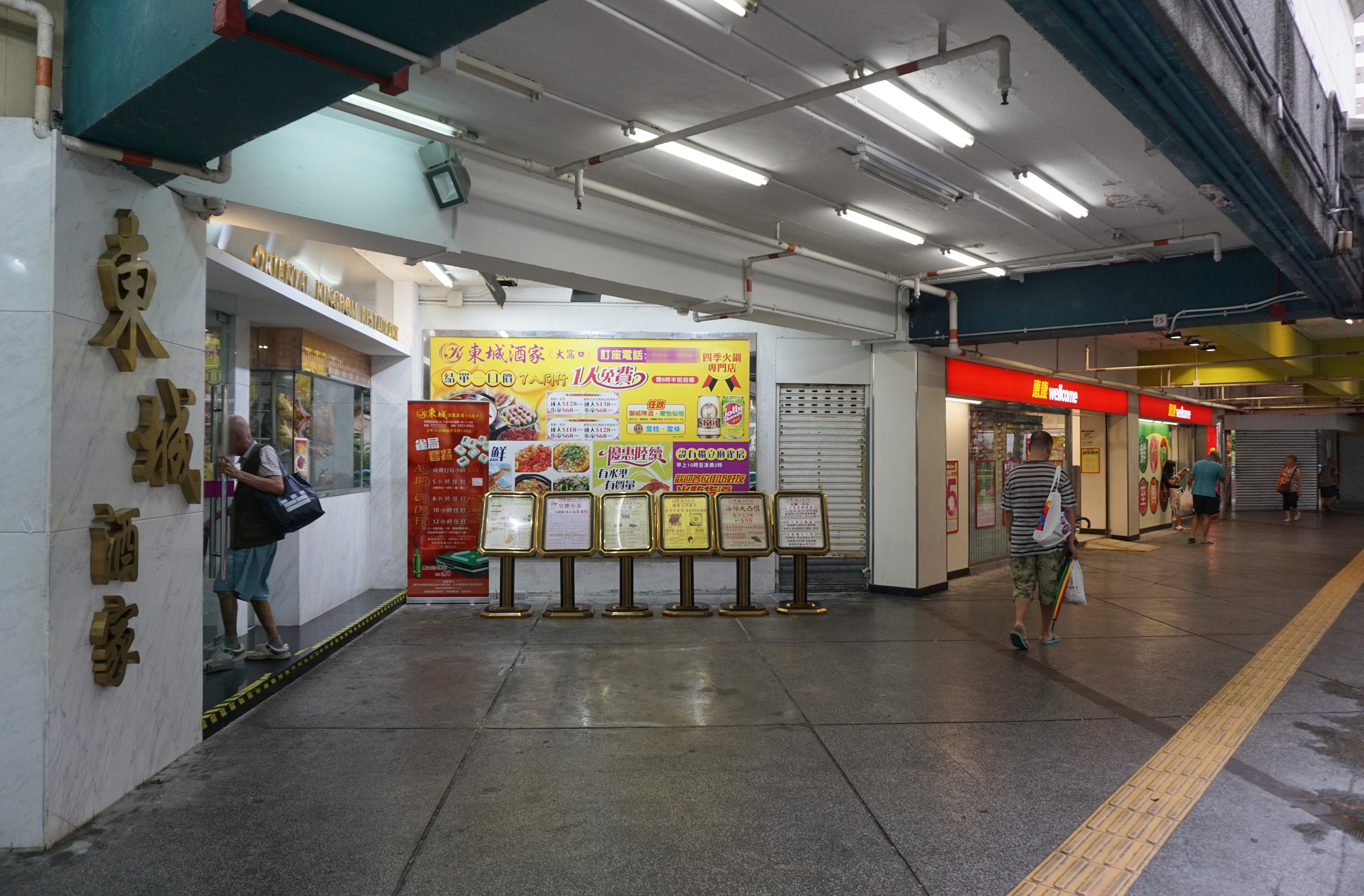
翻新前的大窩口商場3樓東城酒家及惠康超級市場
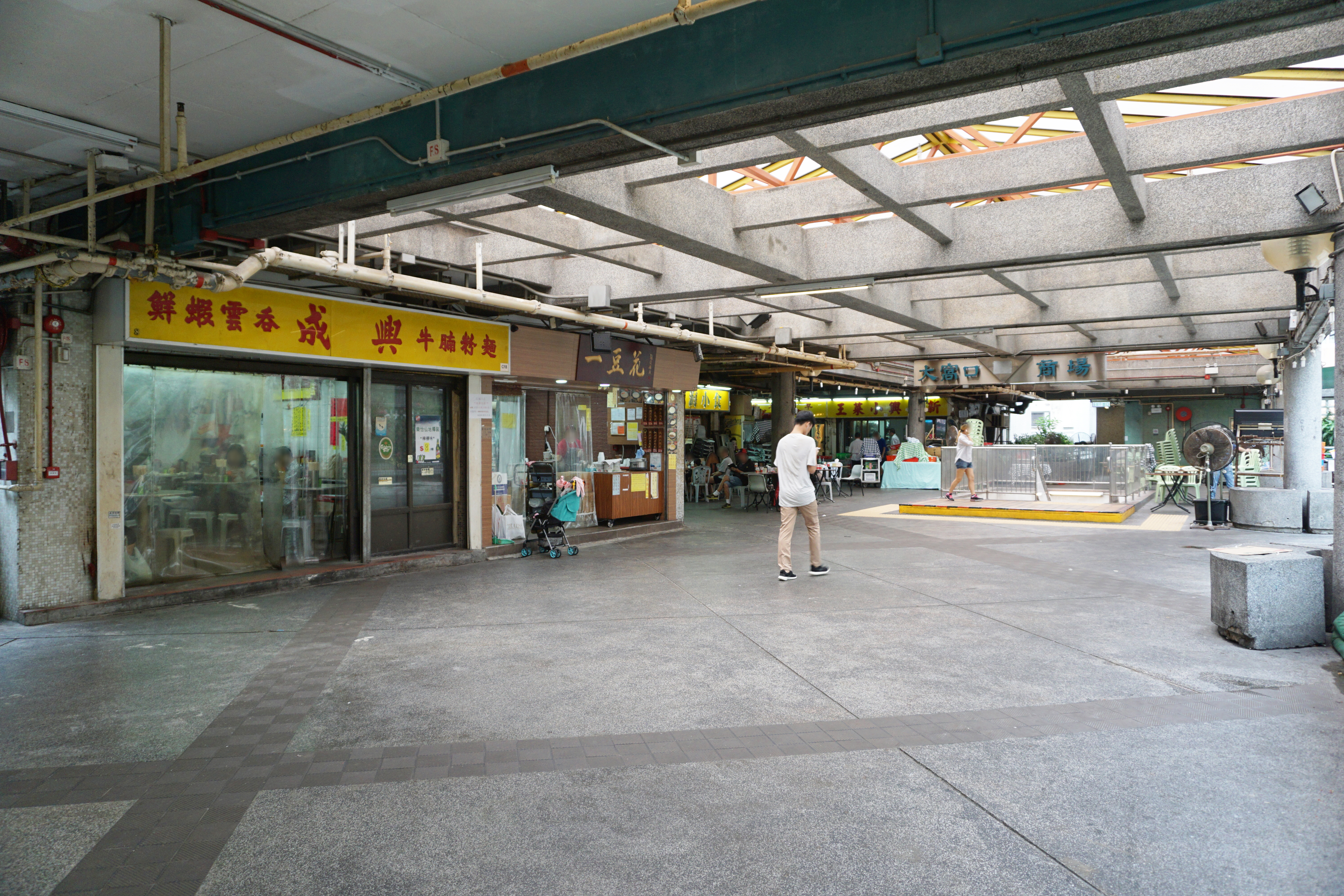
翻新前的大窩口商場3樓食肆
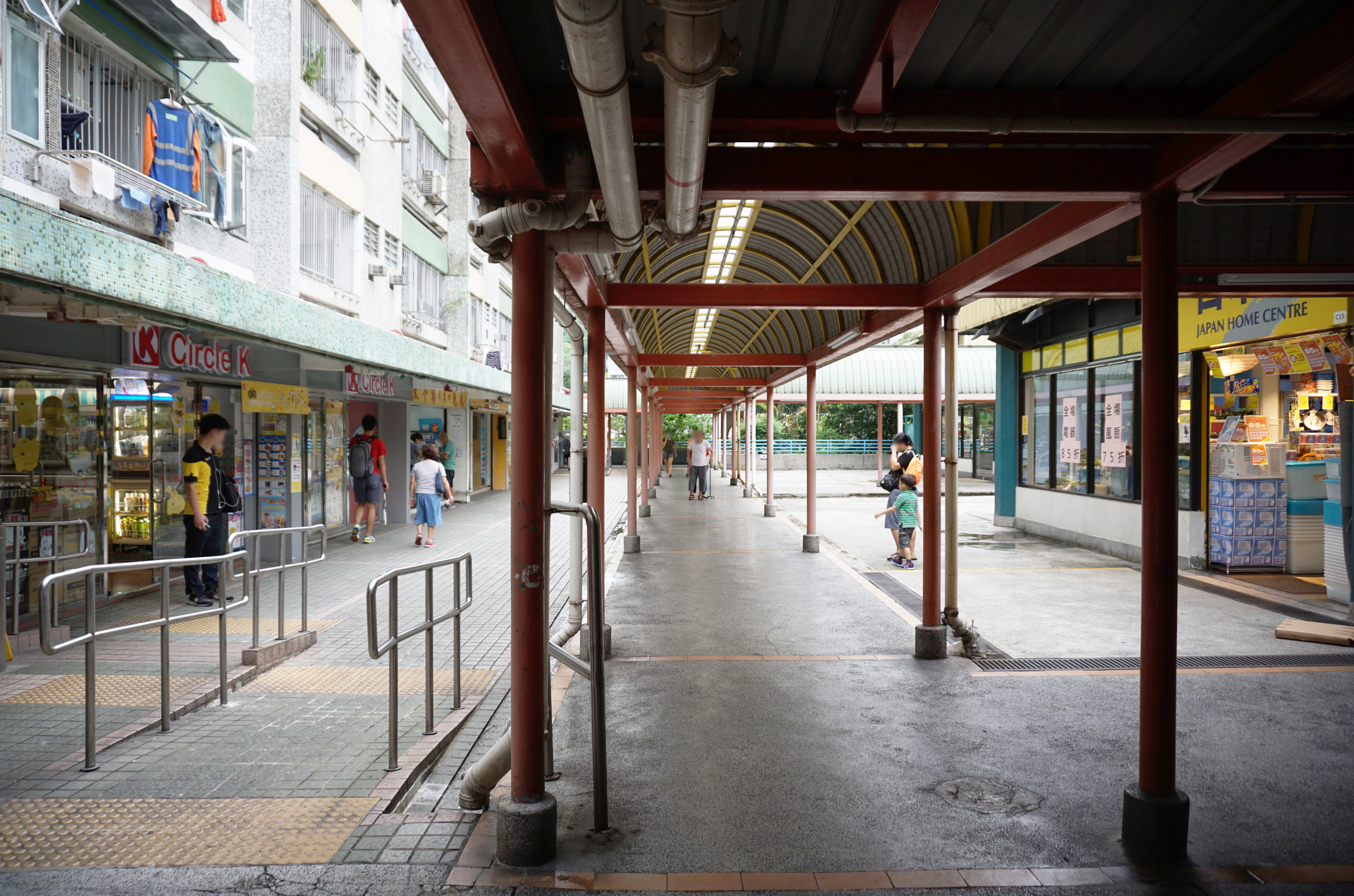
大窩口商場3樓日本城（右）、有蓋行人通道（中）及富邦樓商店（左）

大窩口邨共有兩個商場，分別是位於大窩口道旁的大窩口商場，及位於石頭街的大窩口第二商場。2005 年，原業主香港房屋委員會將商場出售予領匯房地產信託基金（現稱領展房地產信託基金），以籌集資金。2017 年，領展房地產信託基金招標出售商場，由基匯資本牽頭財團投得，交易於 2018 年生效。
現時大窩口商場正進行翻新工程，工程包括更換地磚及天花、加裝空調系統。工程於 2020 年 9 月接近完成，新商戶包括大家樂（由富麗花園遷至現址），麗香園冰室，金伯樂酒樓，爭鮮壽司外帶，以及優品360°等。部份商舖尚在裝修。

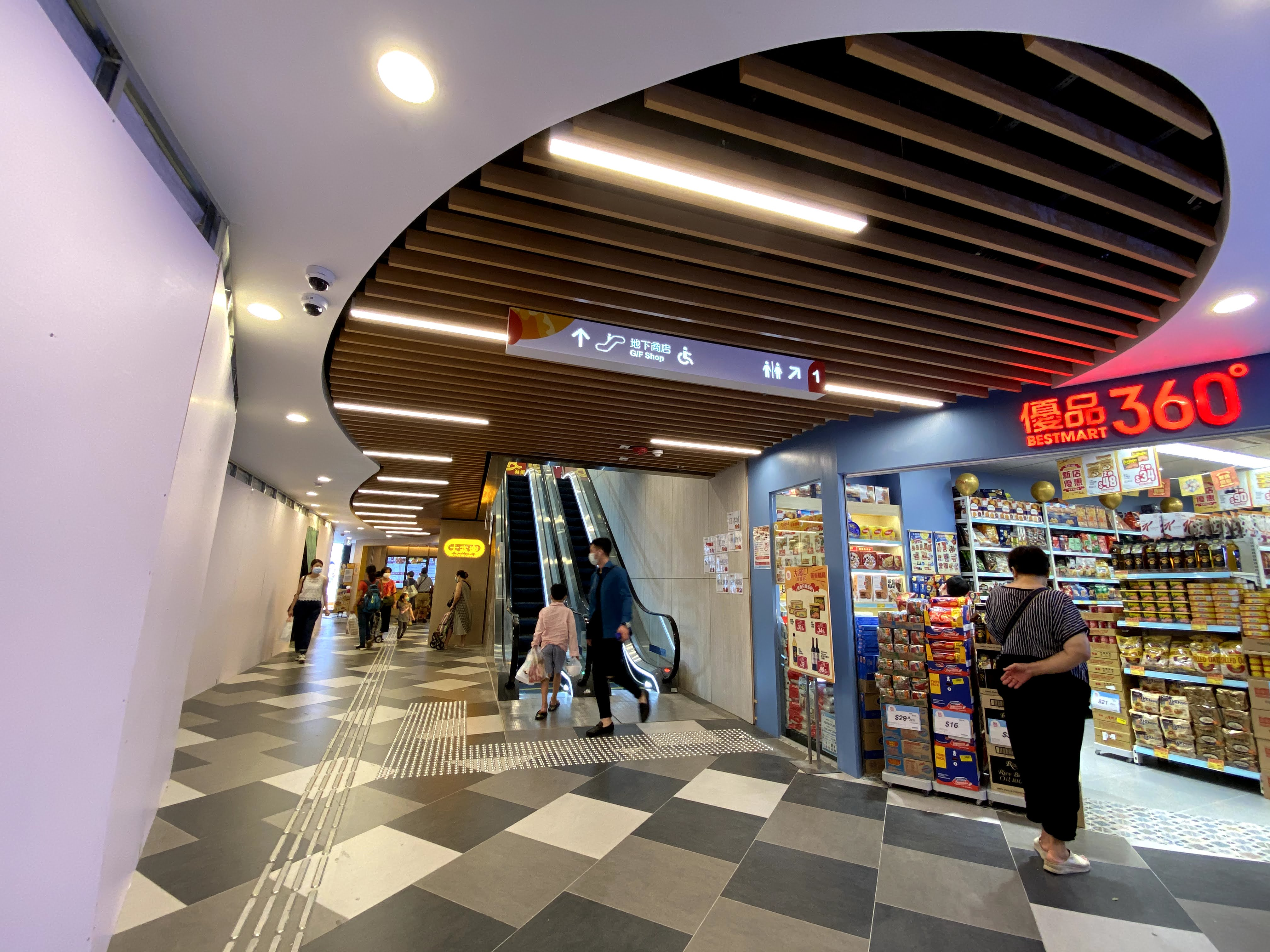
翻新後的大窩口商場 2 樓（2020 年 9 月）
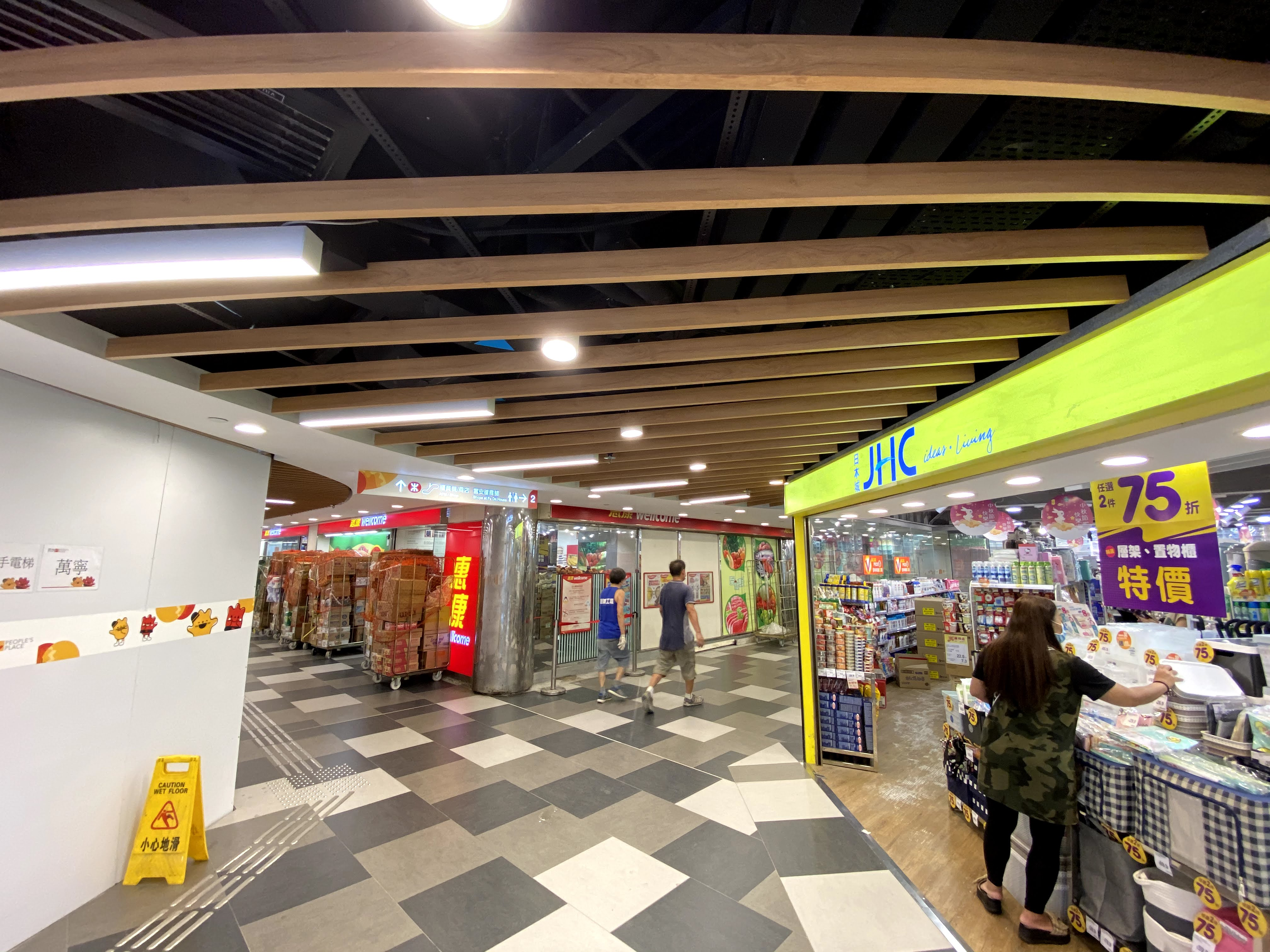
翻新後的大窩口商場 3 樓（2020 年 9 月）
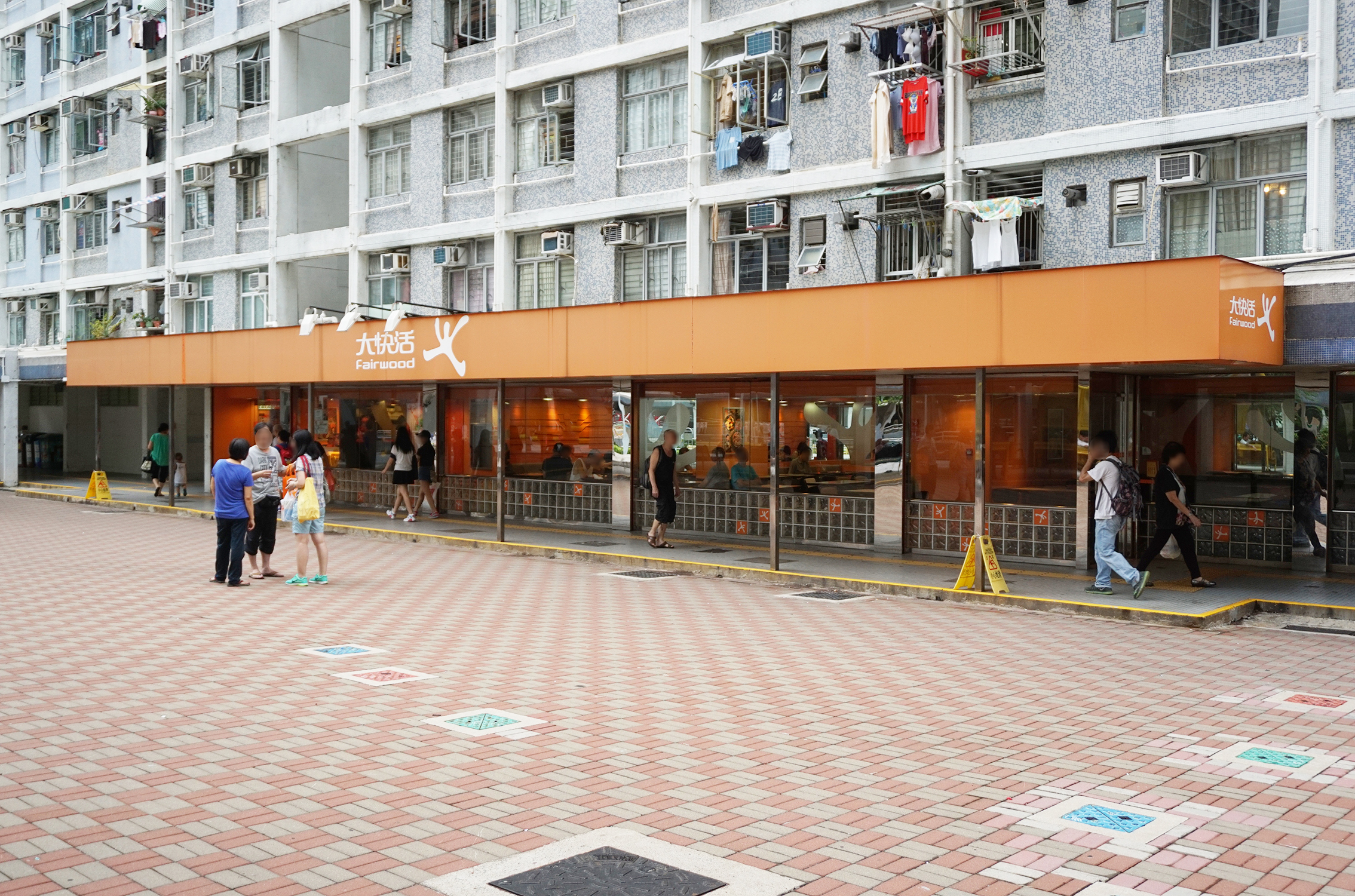
富碧樓大快活快餐店（於 2020 年結業，原址現分拆多間商舖包括手作功夫茶，凱施餅店，7-eleven等）
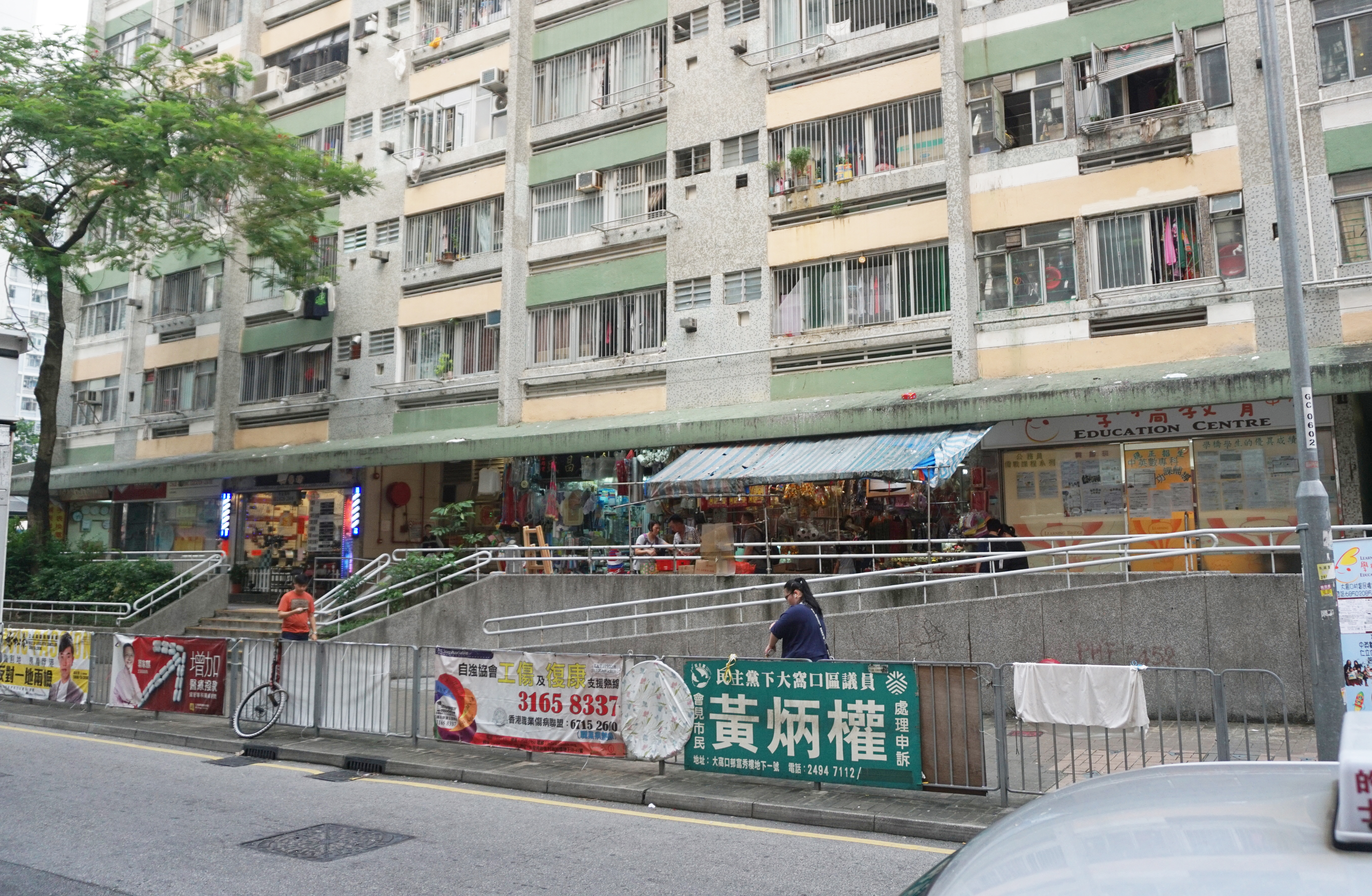
富民樓地舖
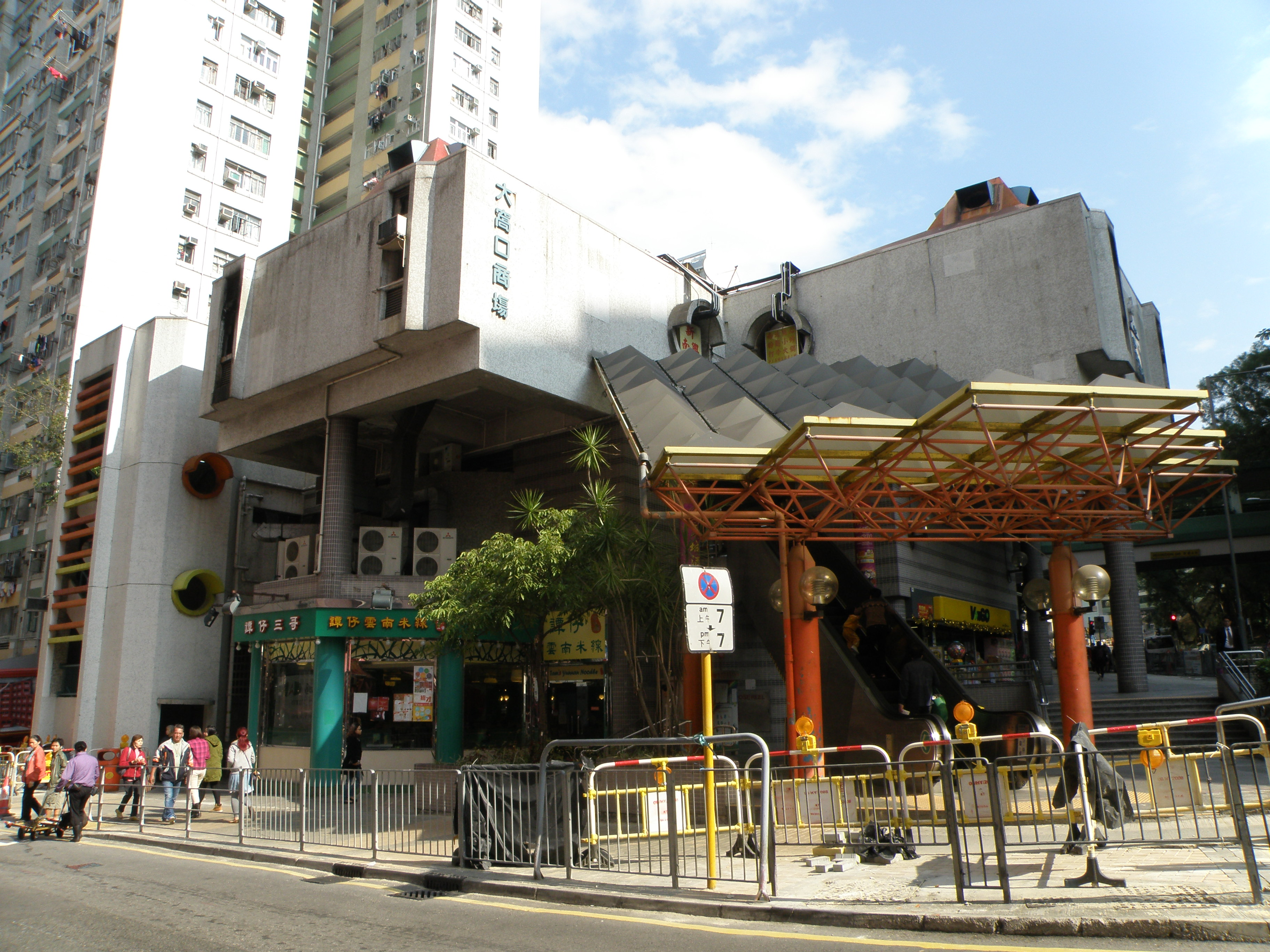
大窩口商場

### 鮮薈市場·荃灣

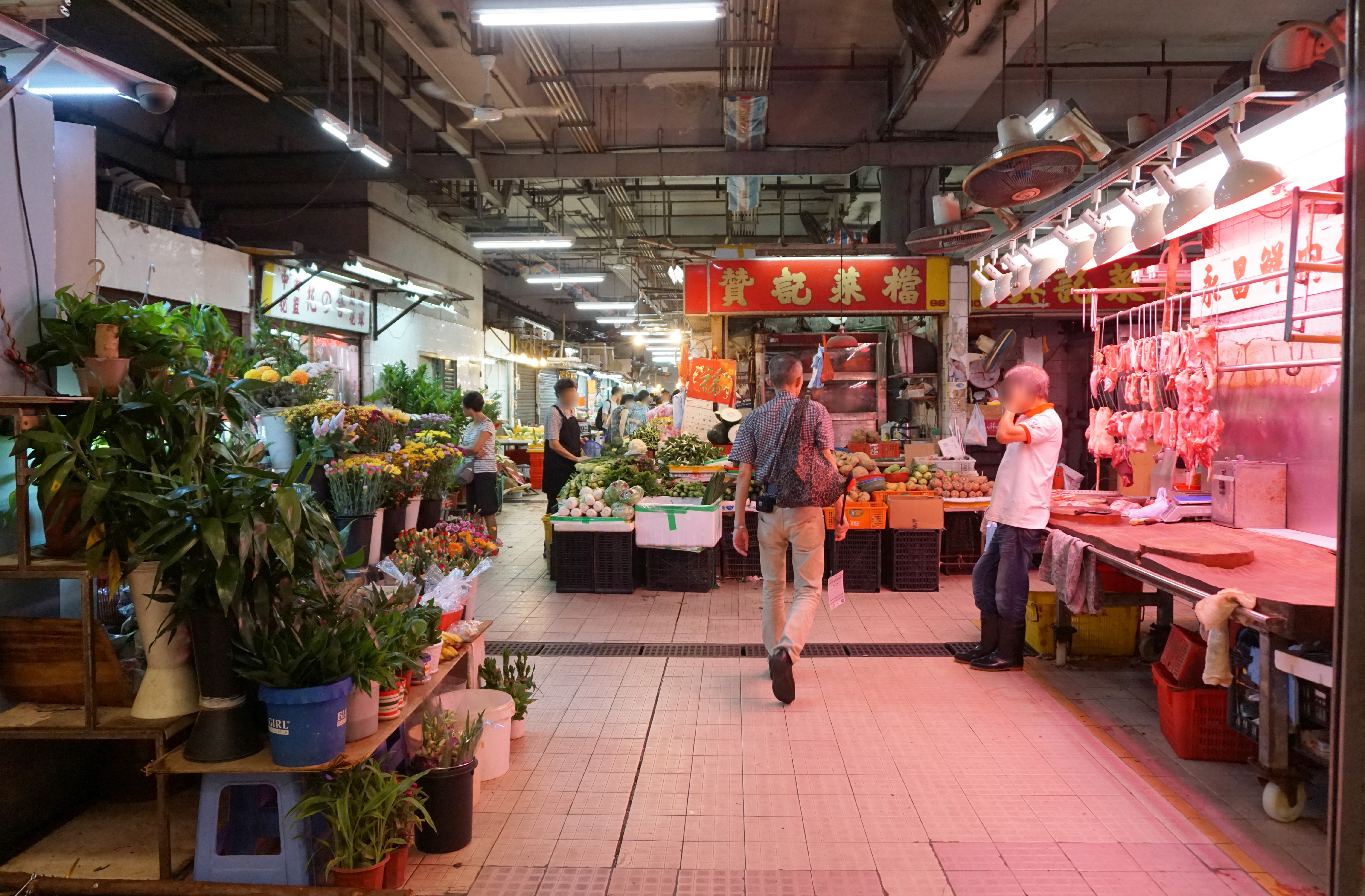
花店、菜檔及肉檔
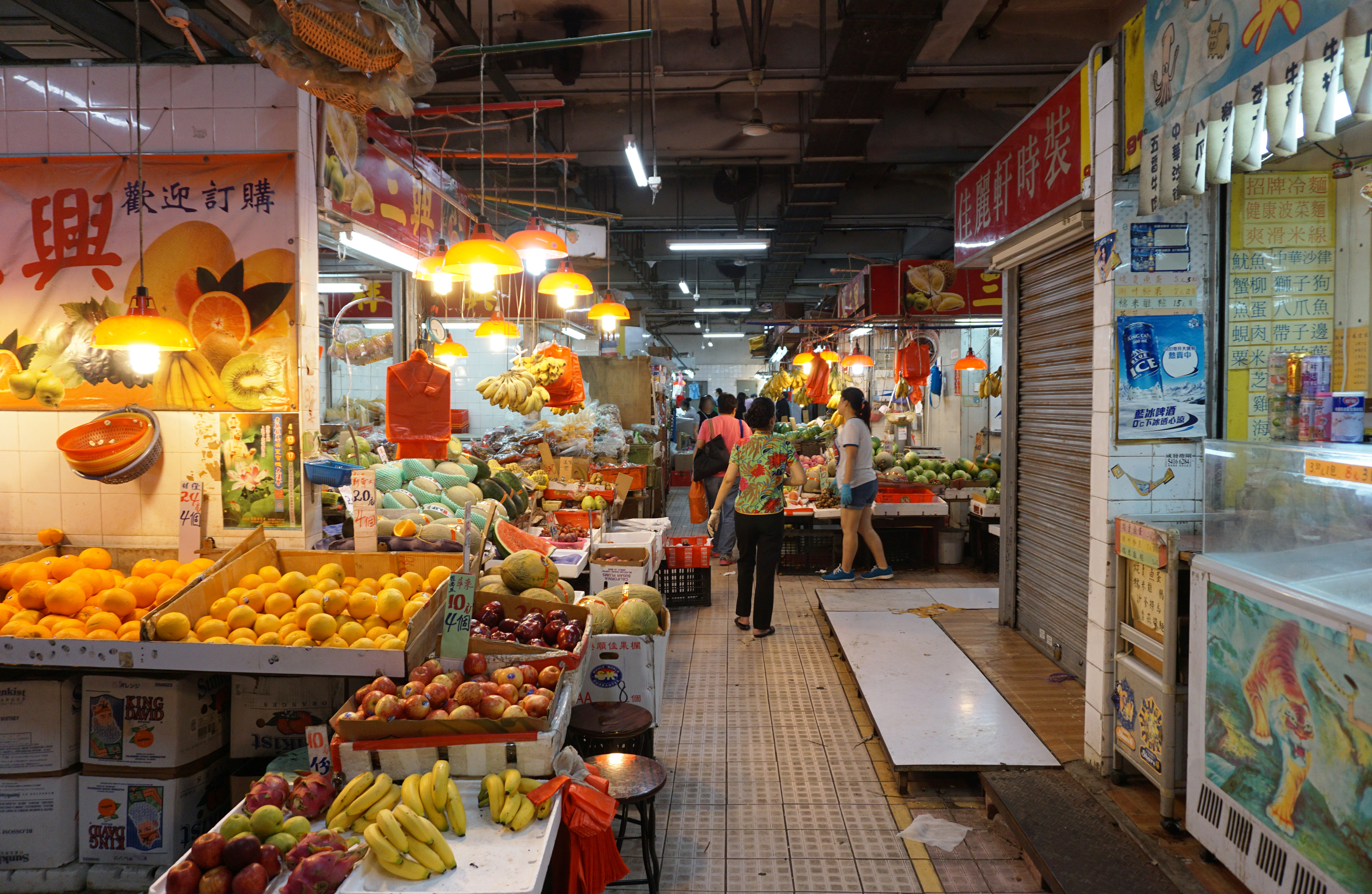
水果檔
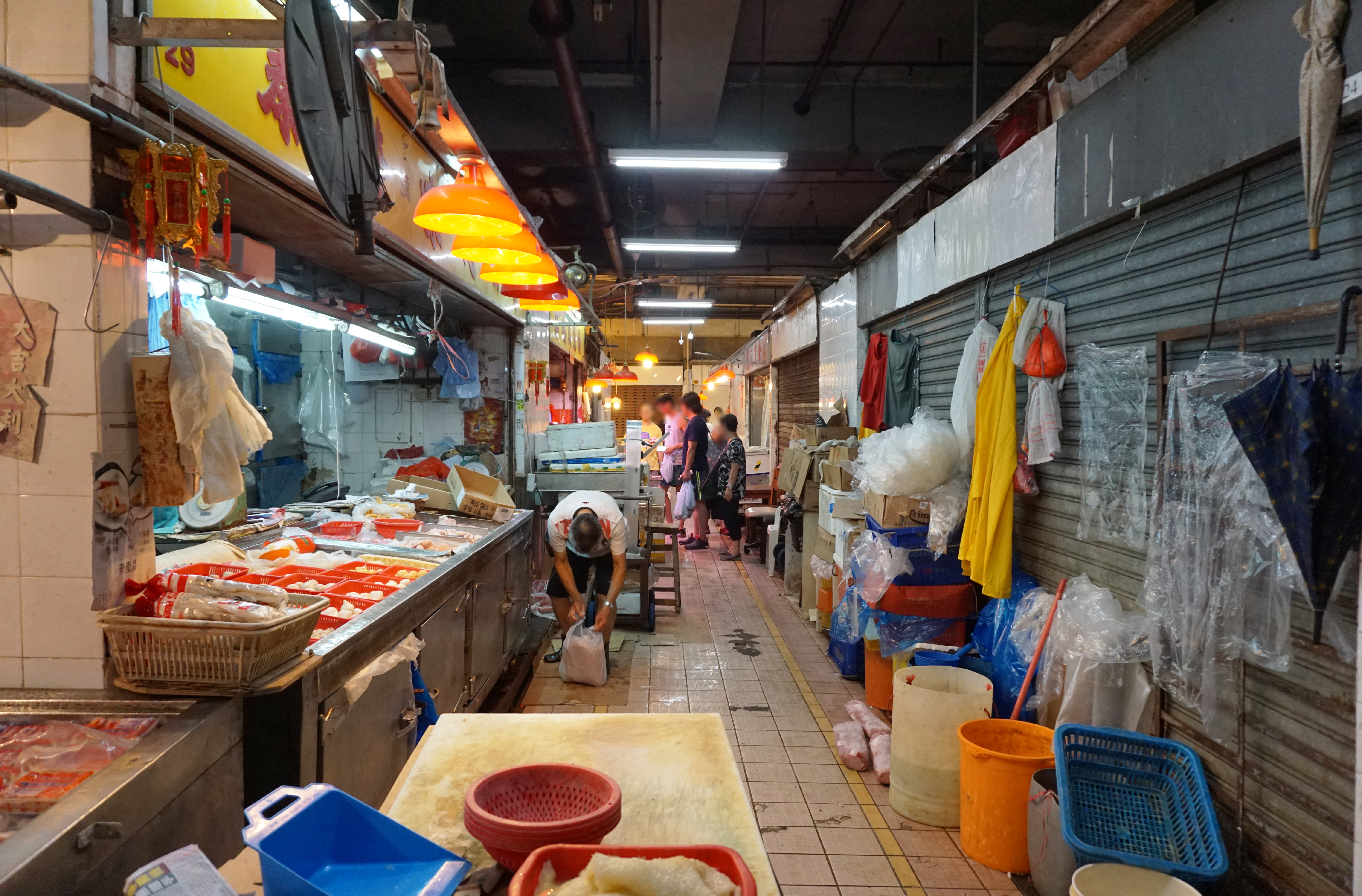
凍肉檔
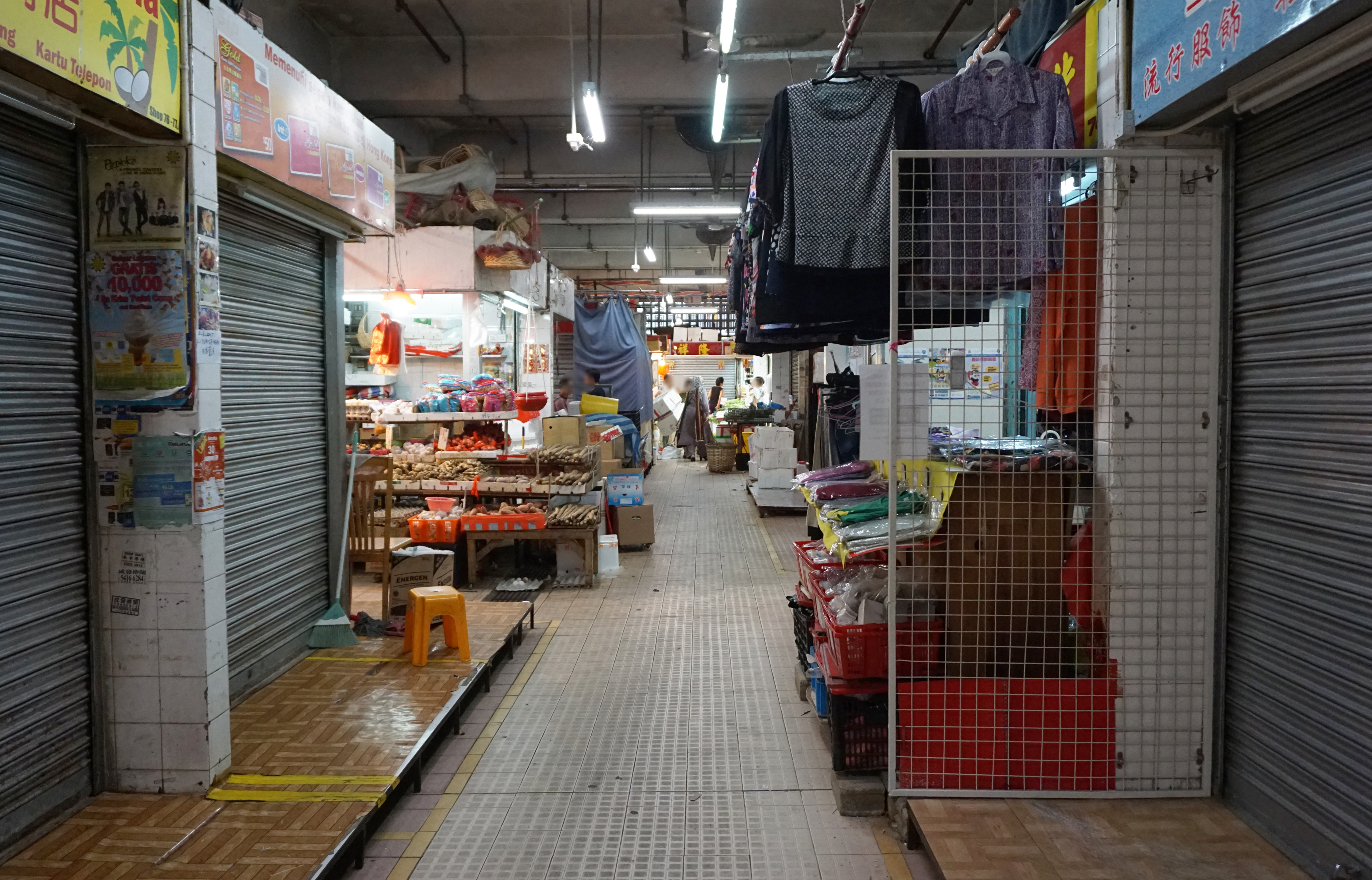
雜貨店及服裝店
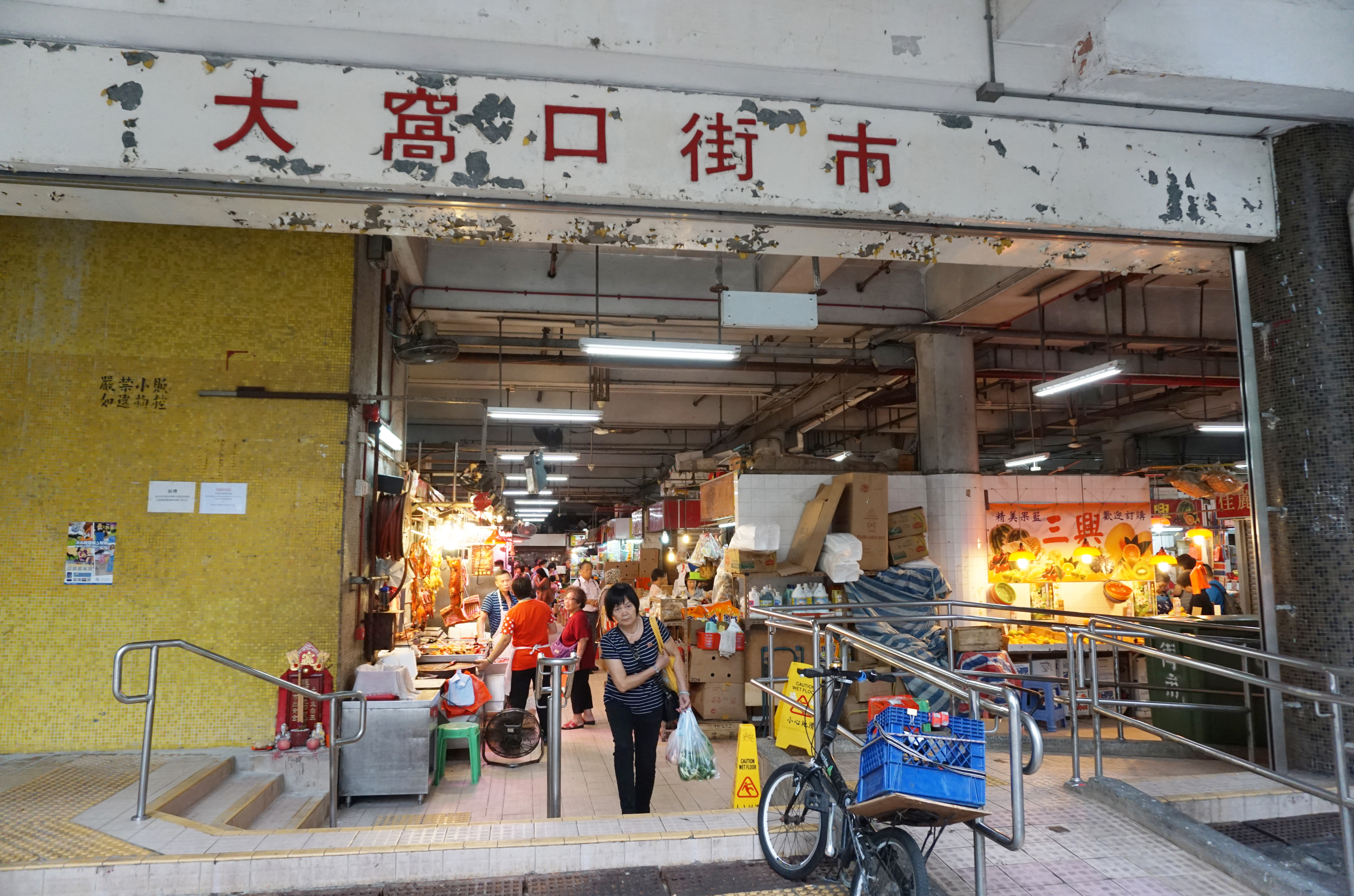
燒味檔及入口

2017年10月，大窩口街市開始翻新並加裝空調，於2018年1月16日重開，由外判商光亮實業營運，並易名為「鮮薈市場·荃灣」。

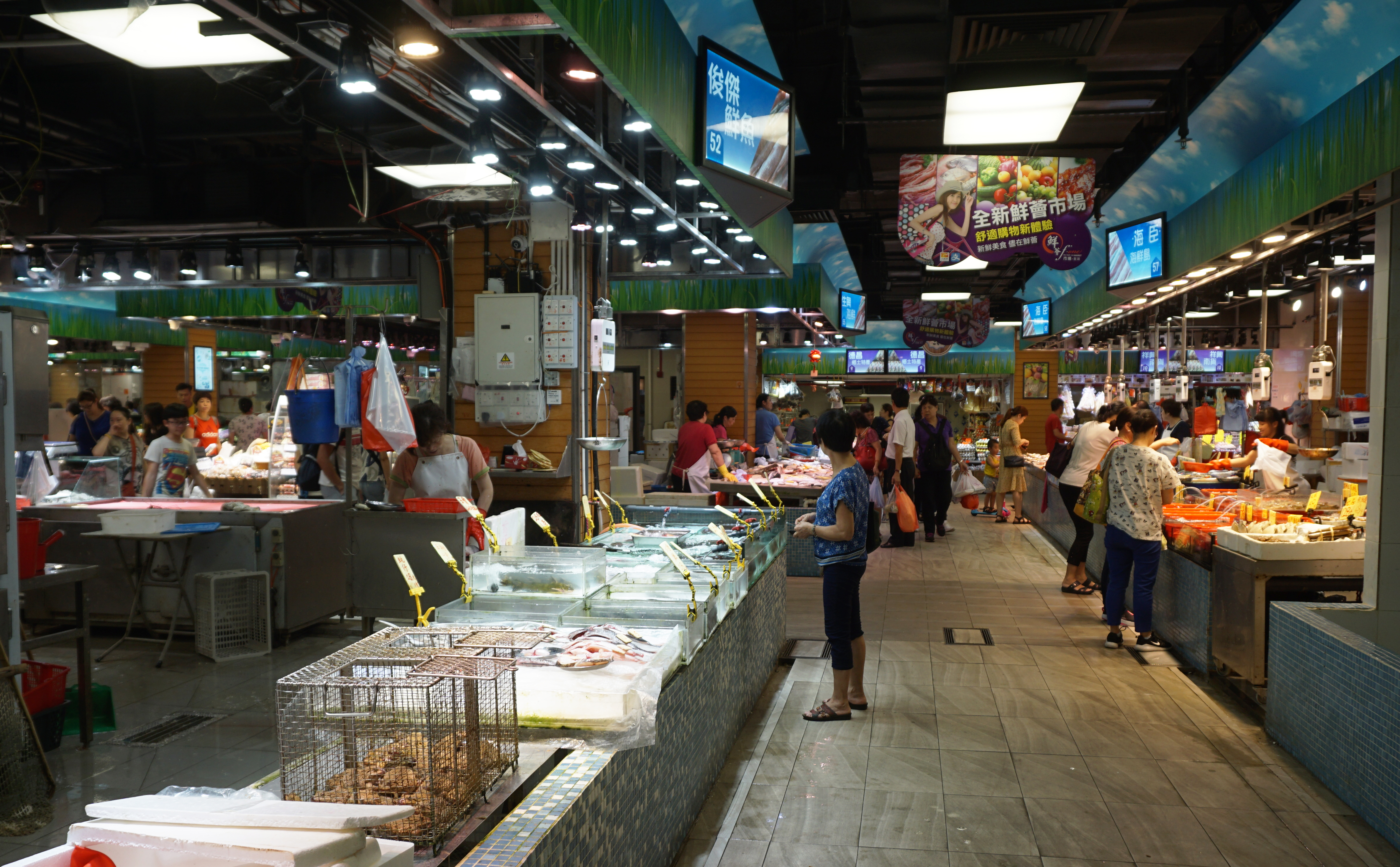
荃灣鮮薈市場魚檔
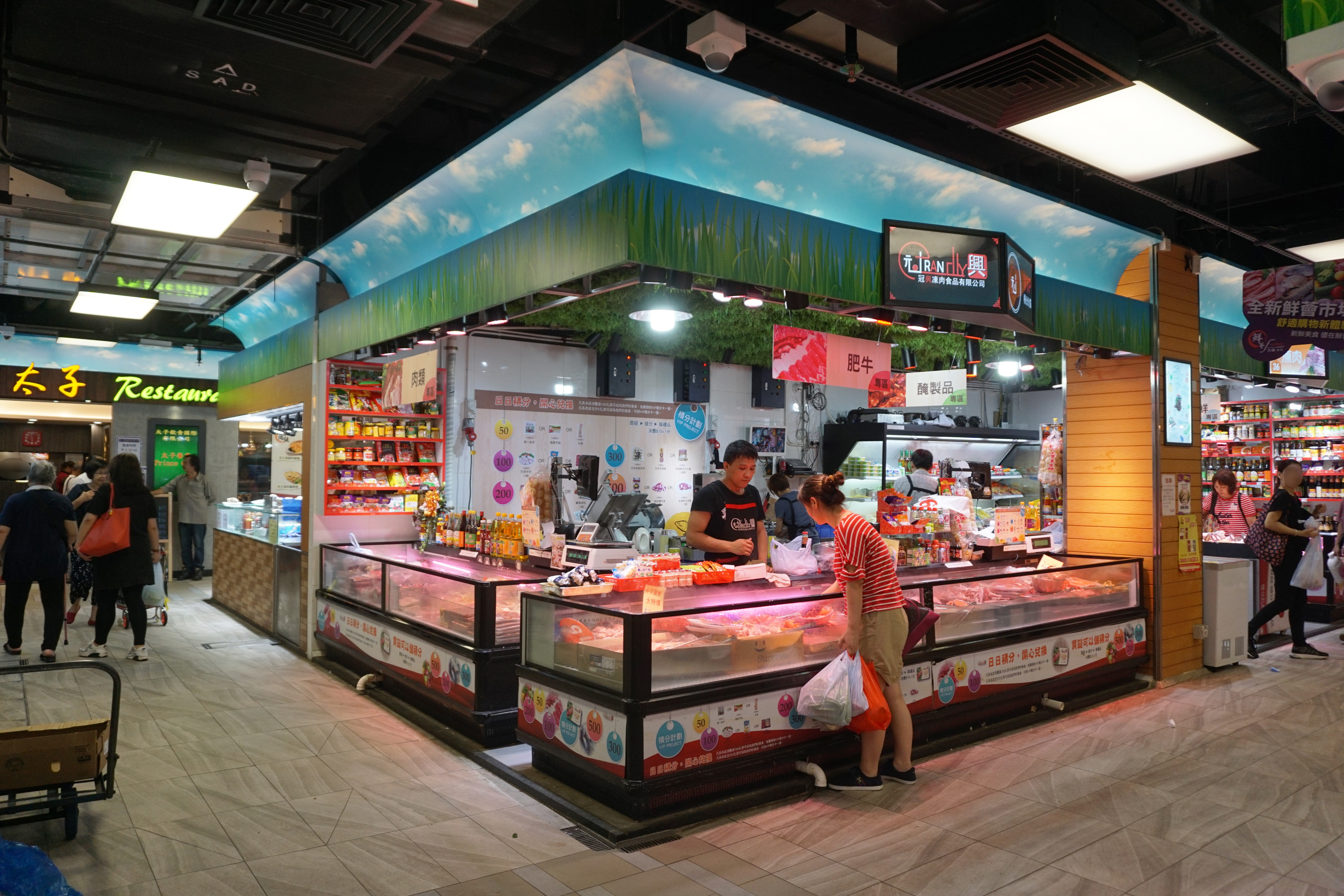
凍肉店
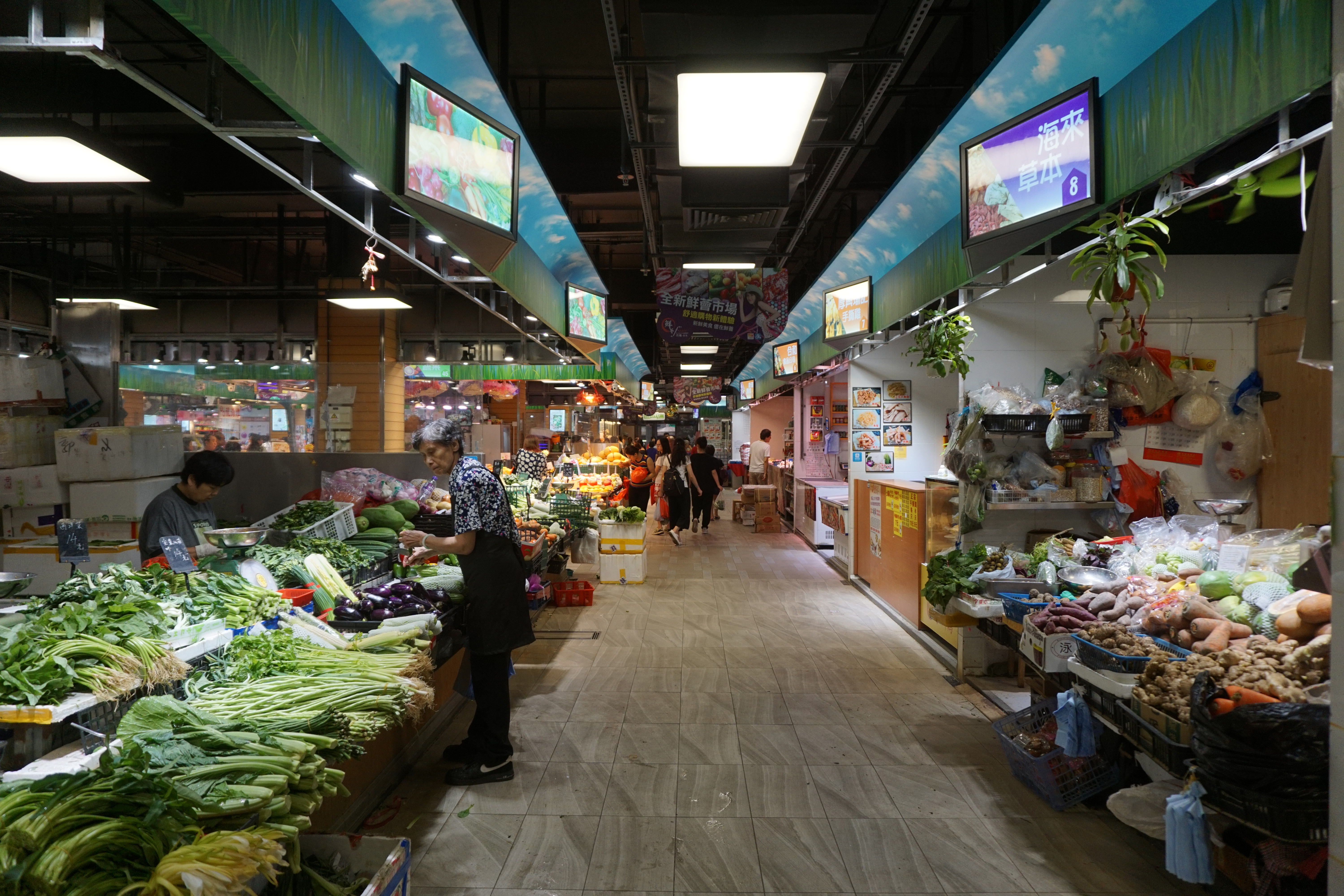
菜及水果檔、手撕雞專門店
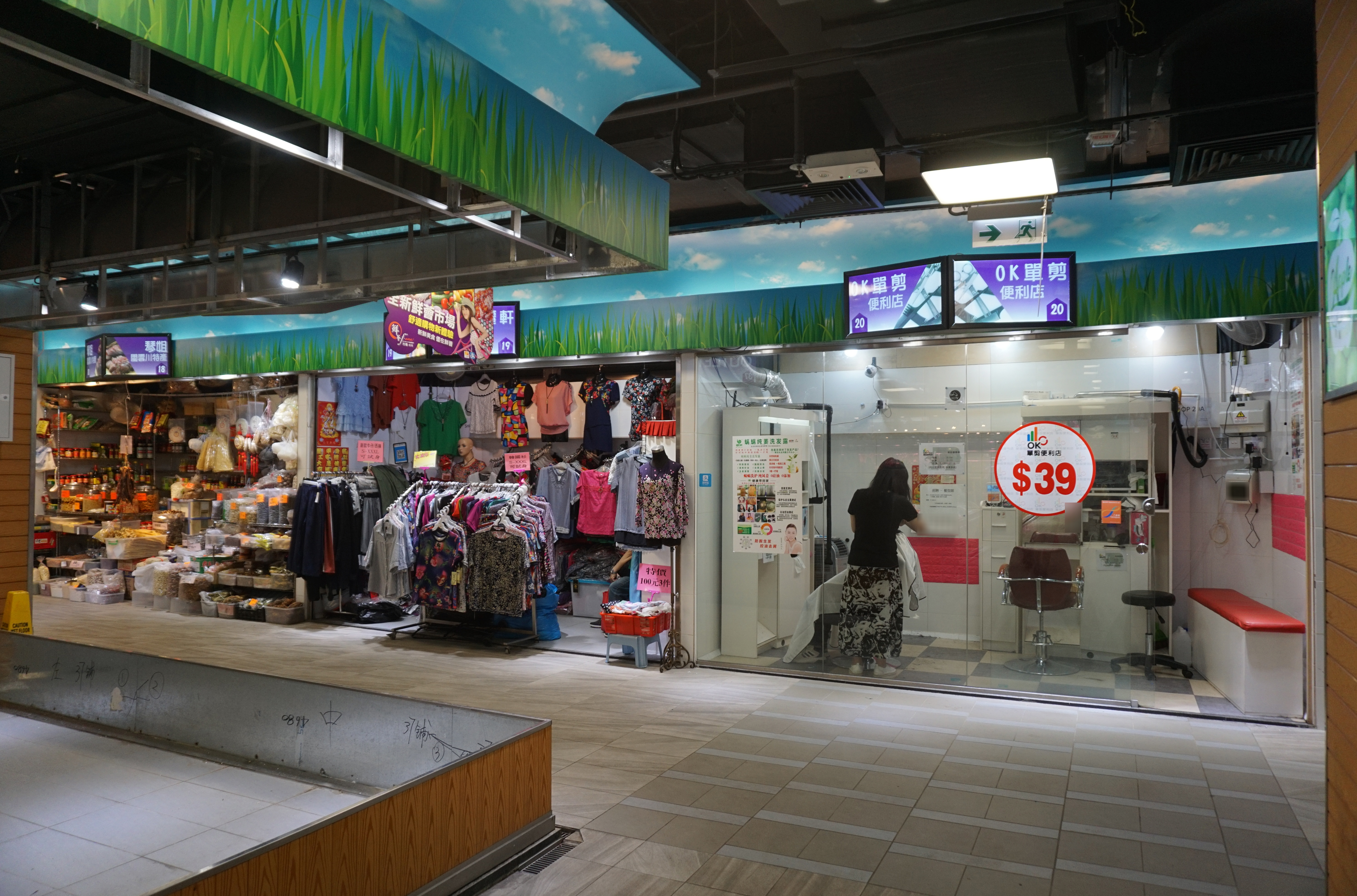
糧油、服裝及單剪店
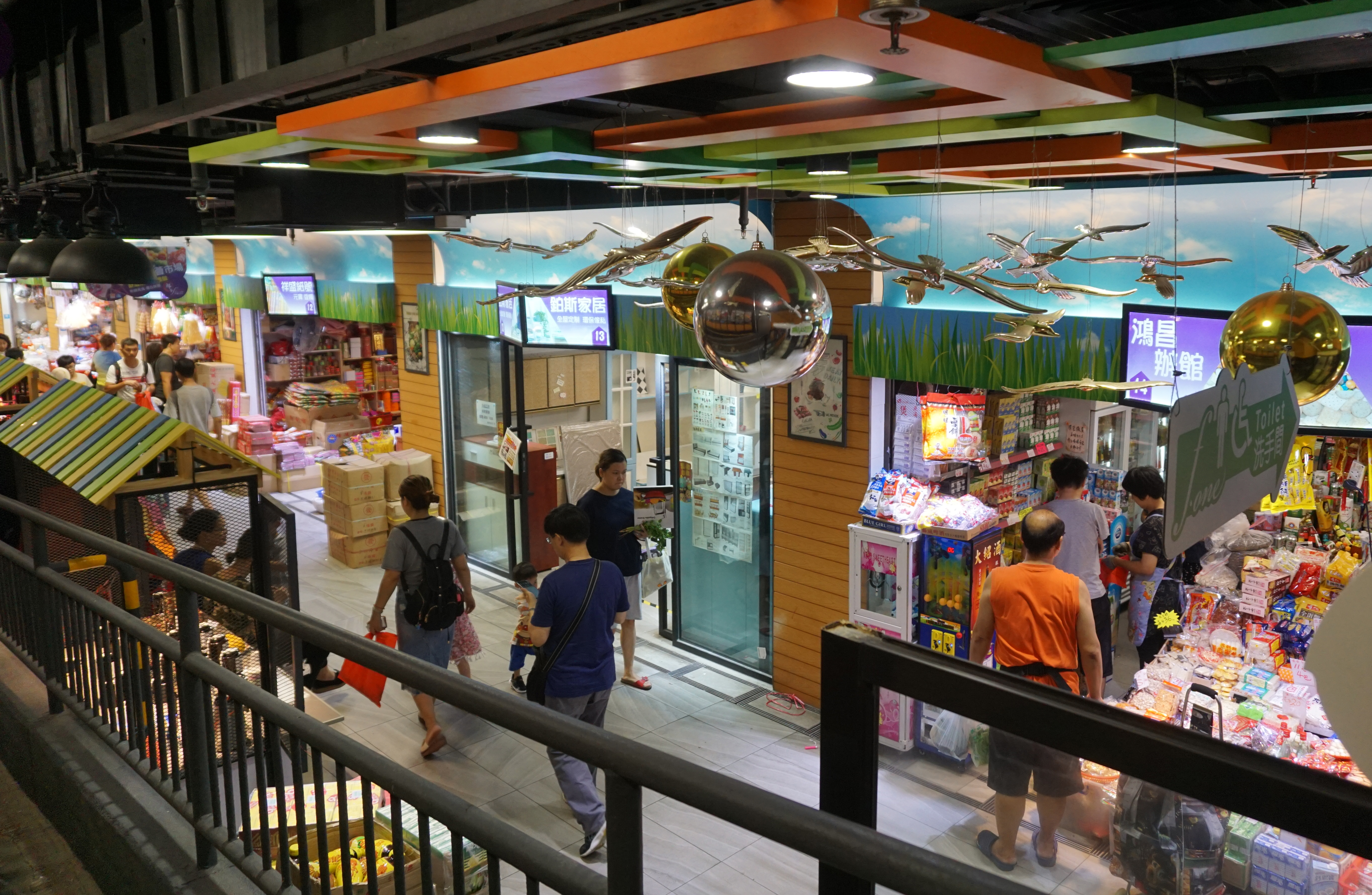
香燭祭品、傢俱及雜貨店
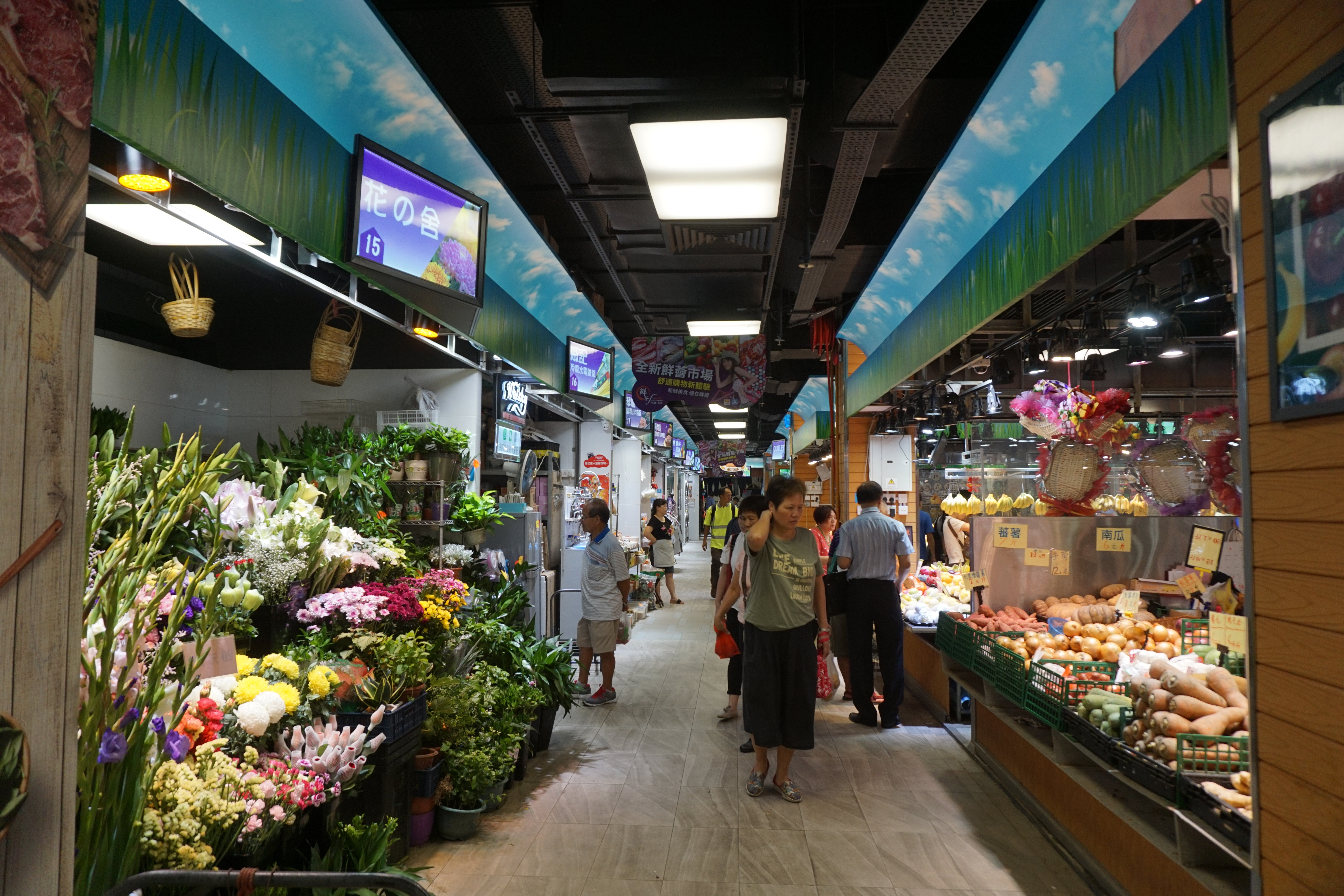
花檔及水電維修店
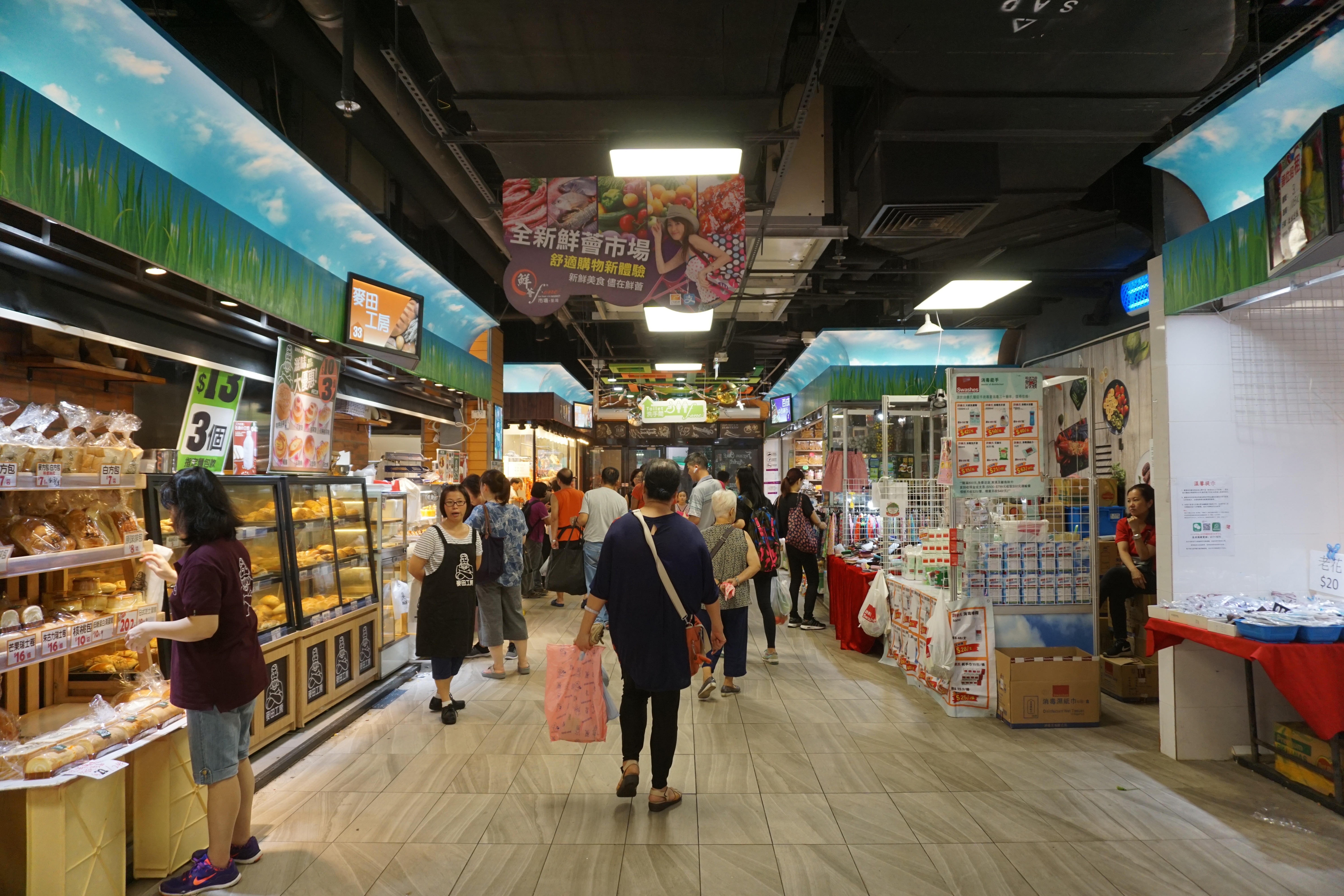
麵包店及藥房
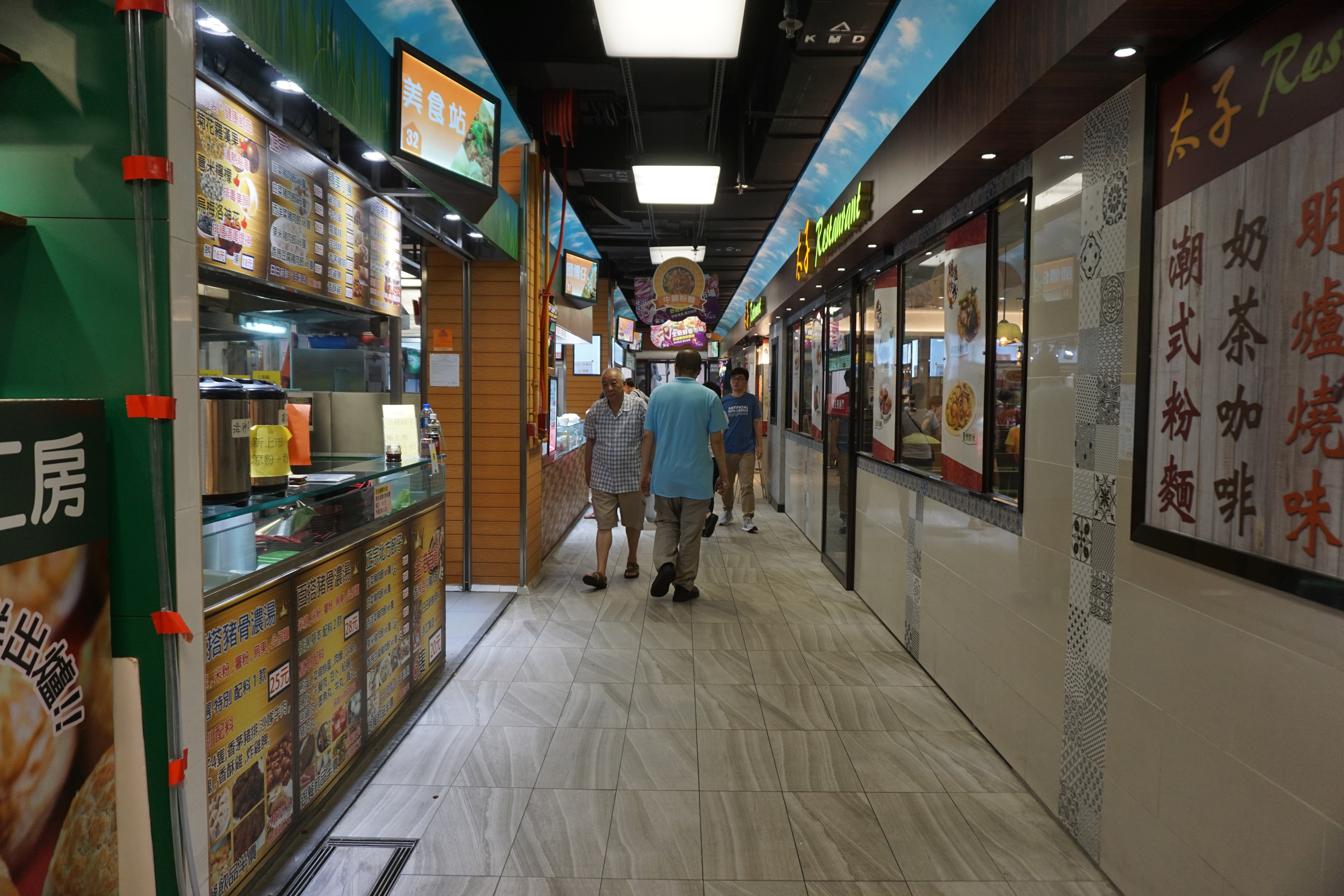
小食店及茶餐廳
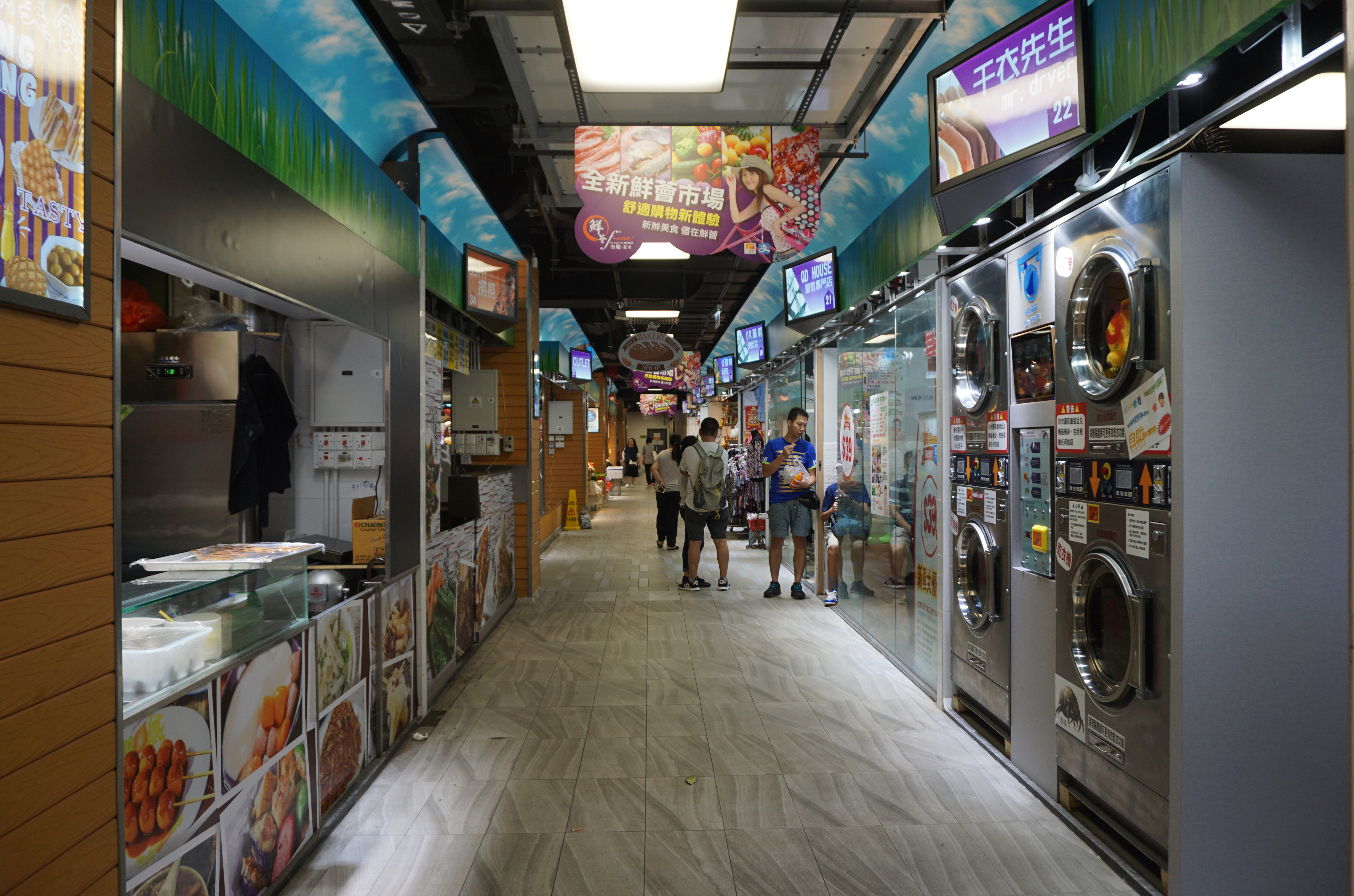
小食店（2）及自助乾洗店
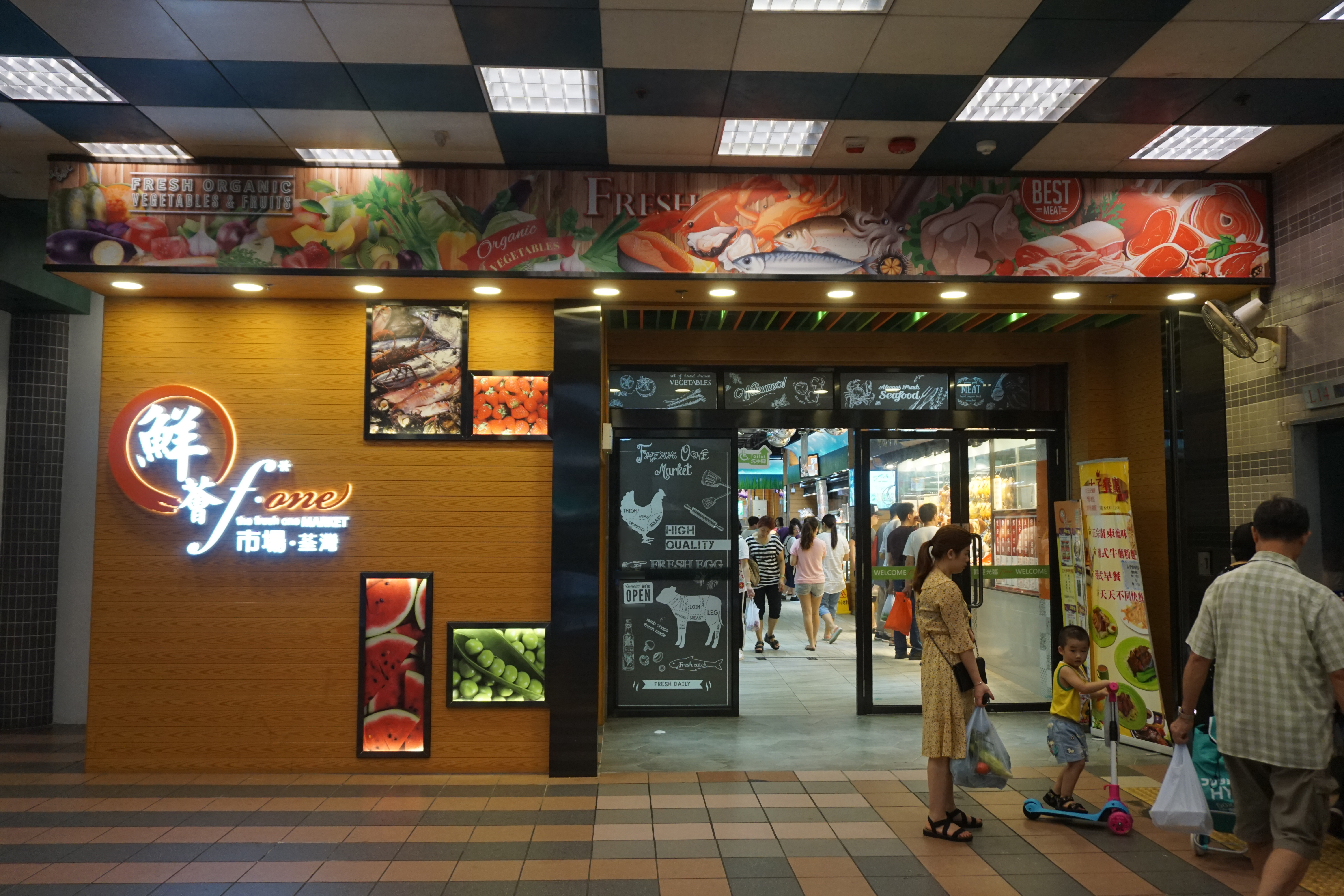
入口及燒味檔

### 康樂設施

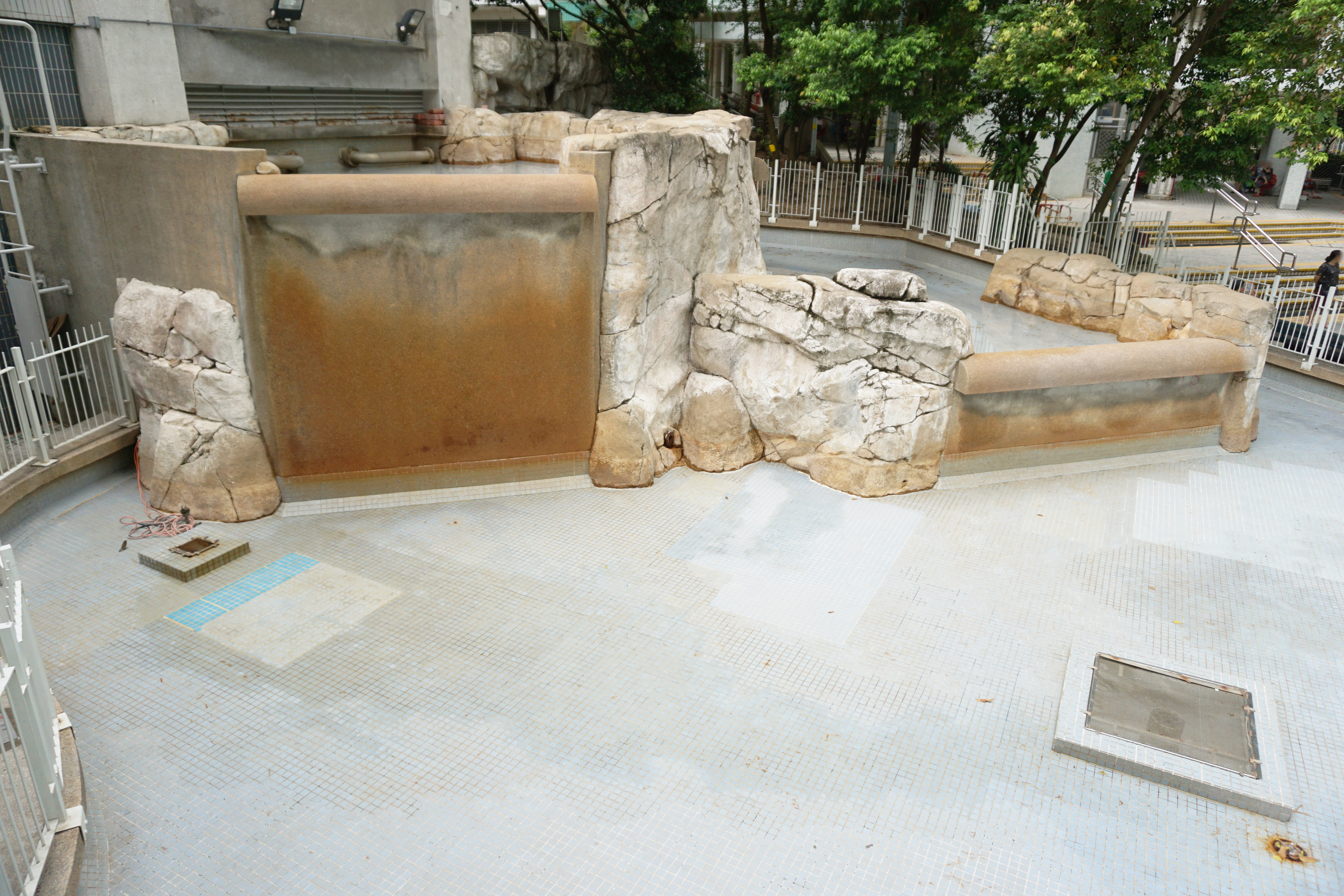
水池
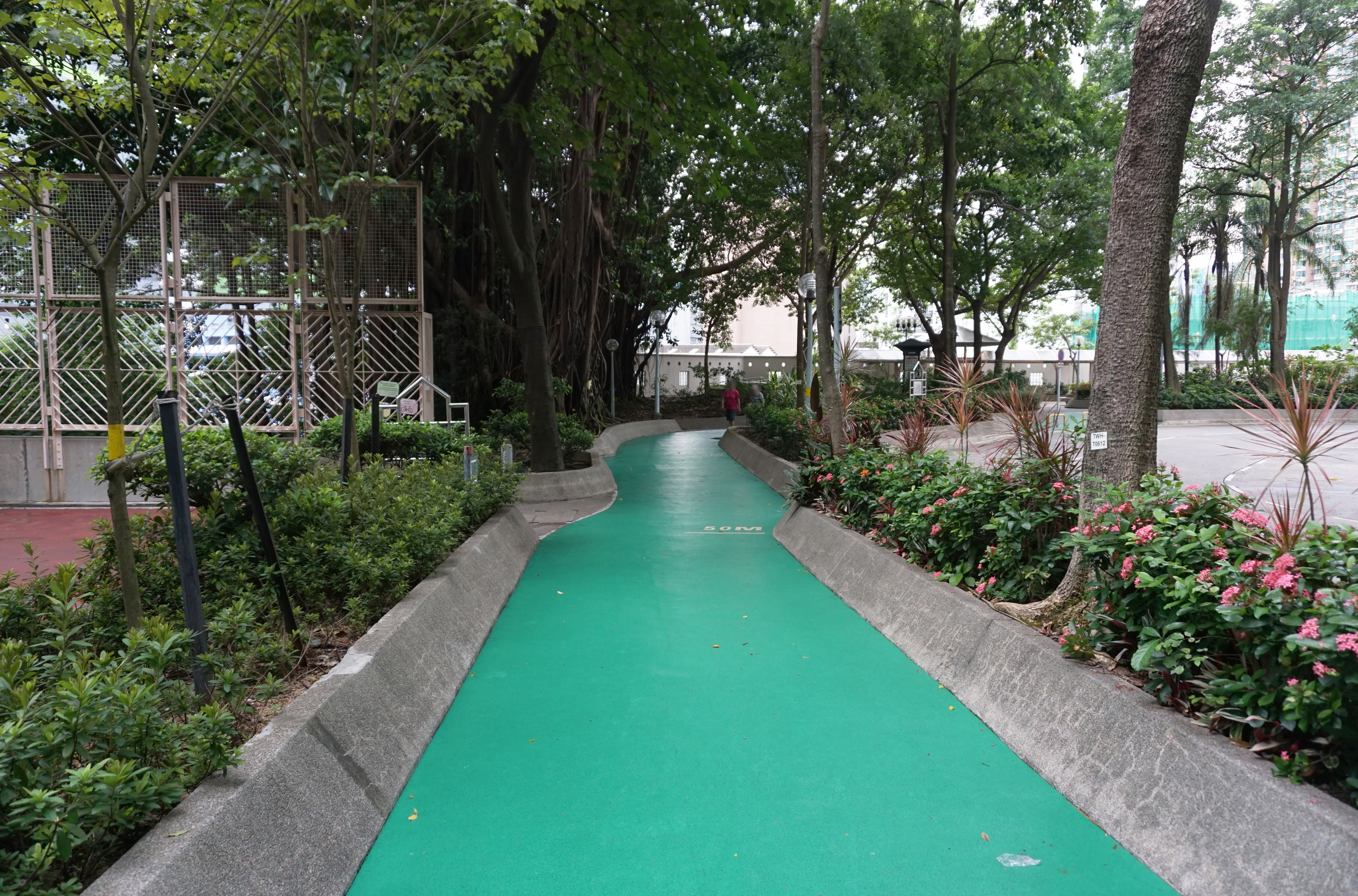
緩跑徑
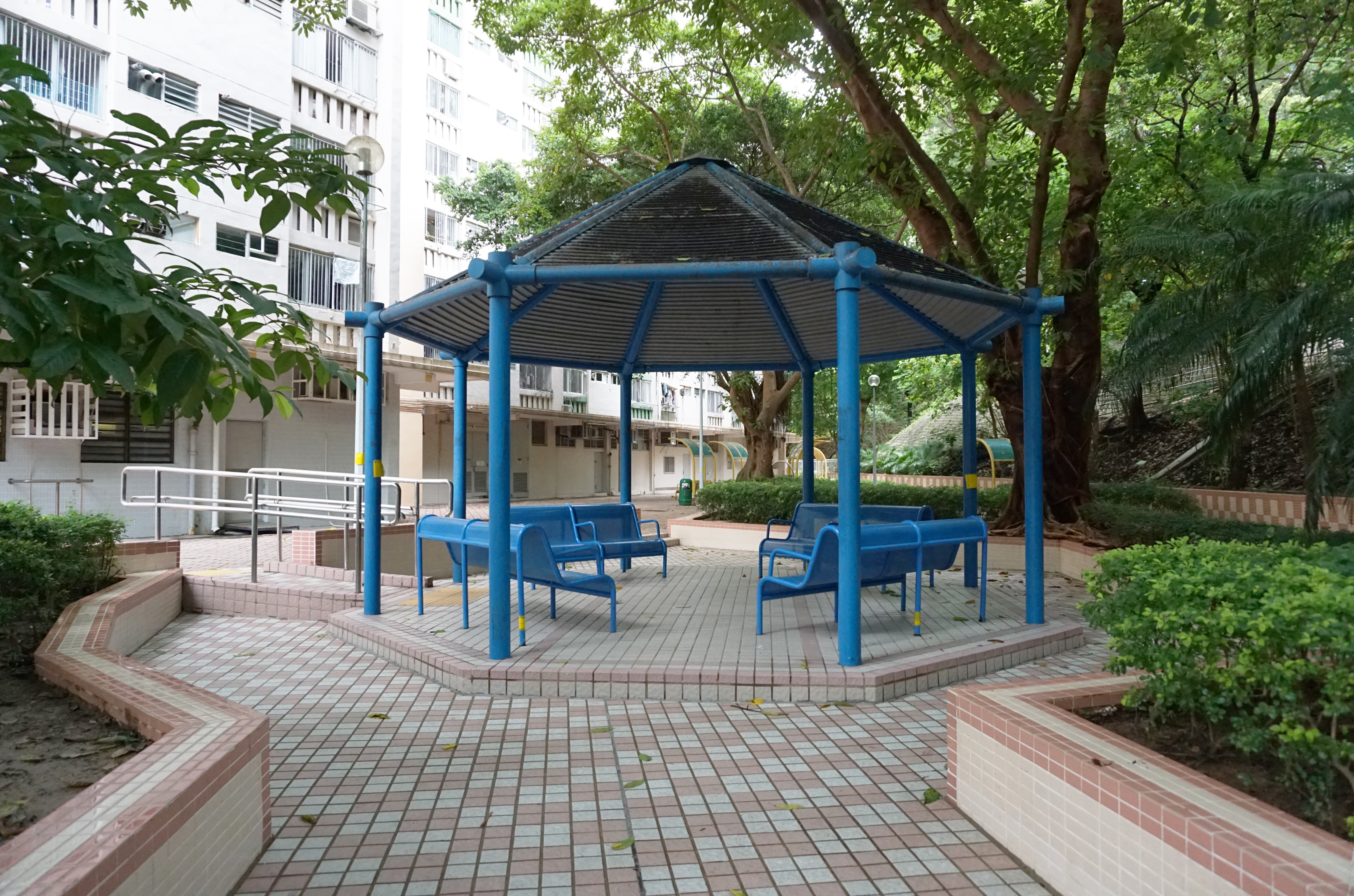
涼亭
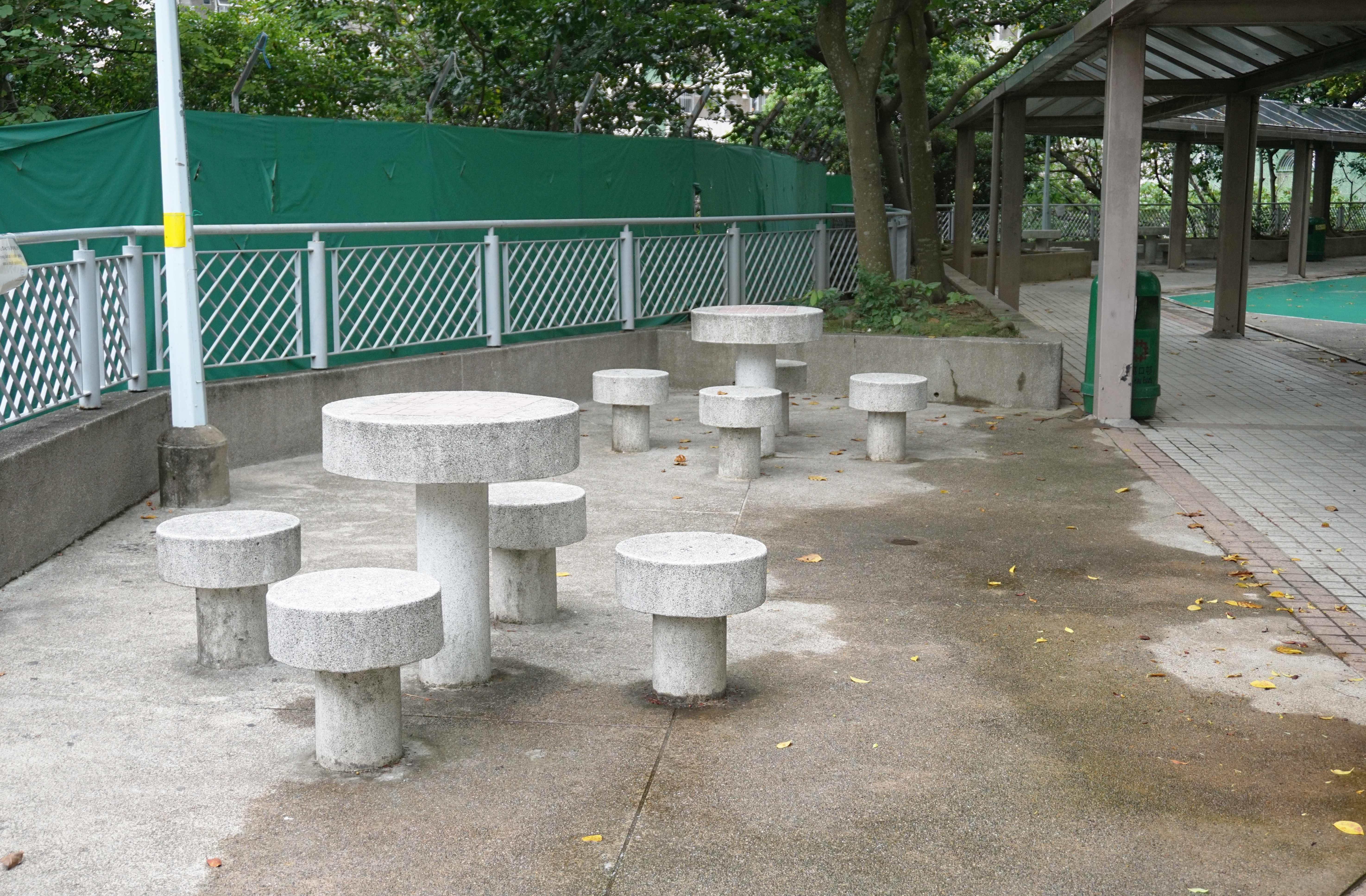
棋藝區
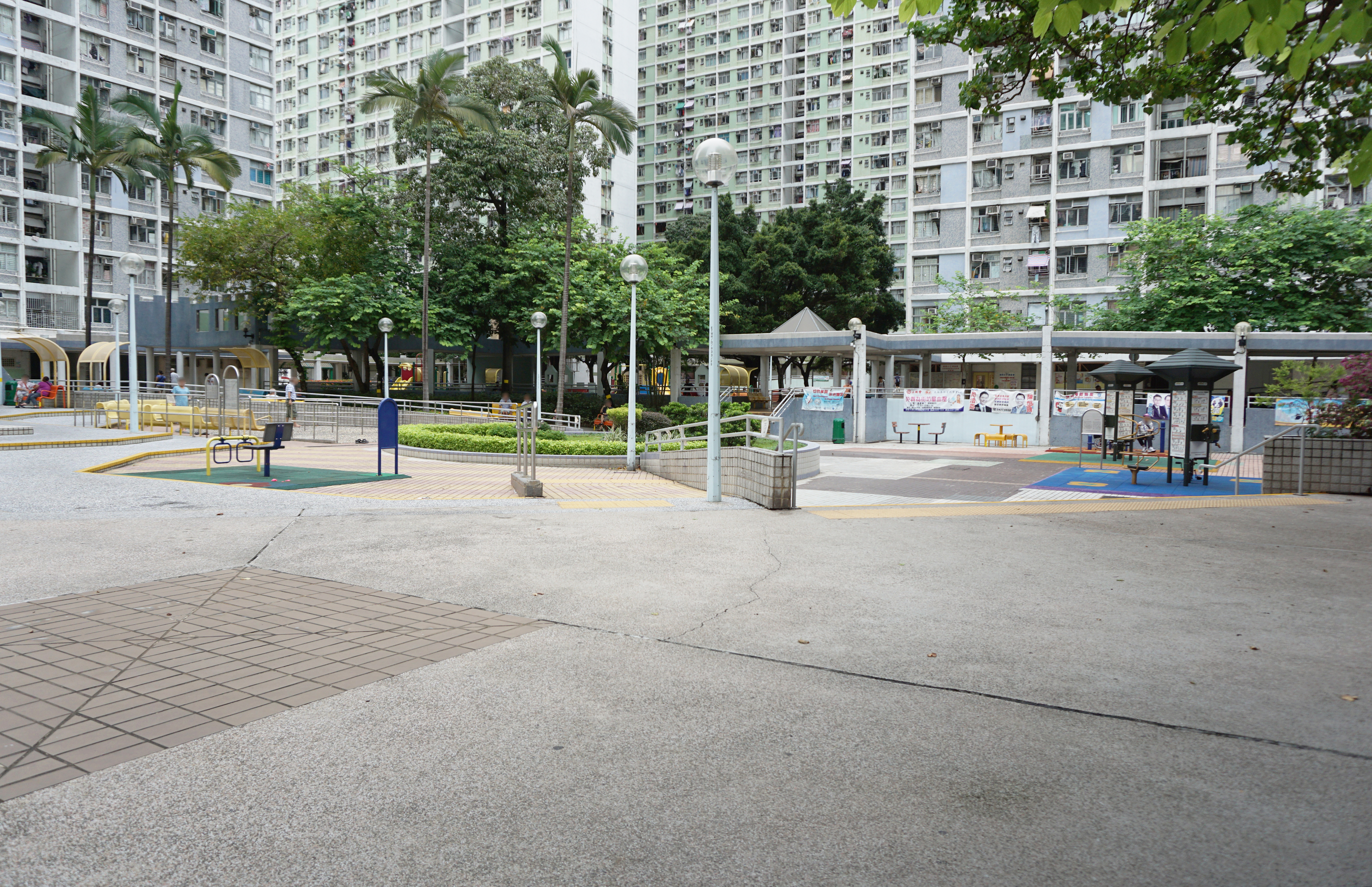
卵石路步行徑及健體區
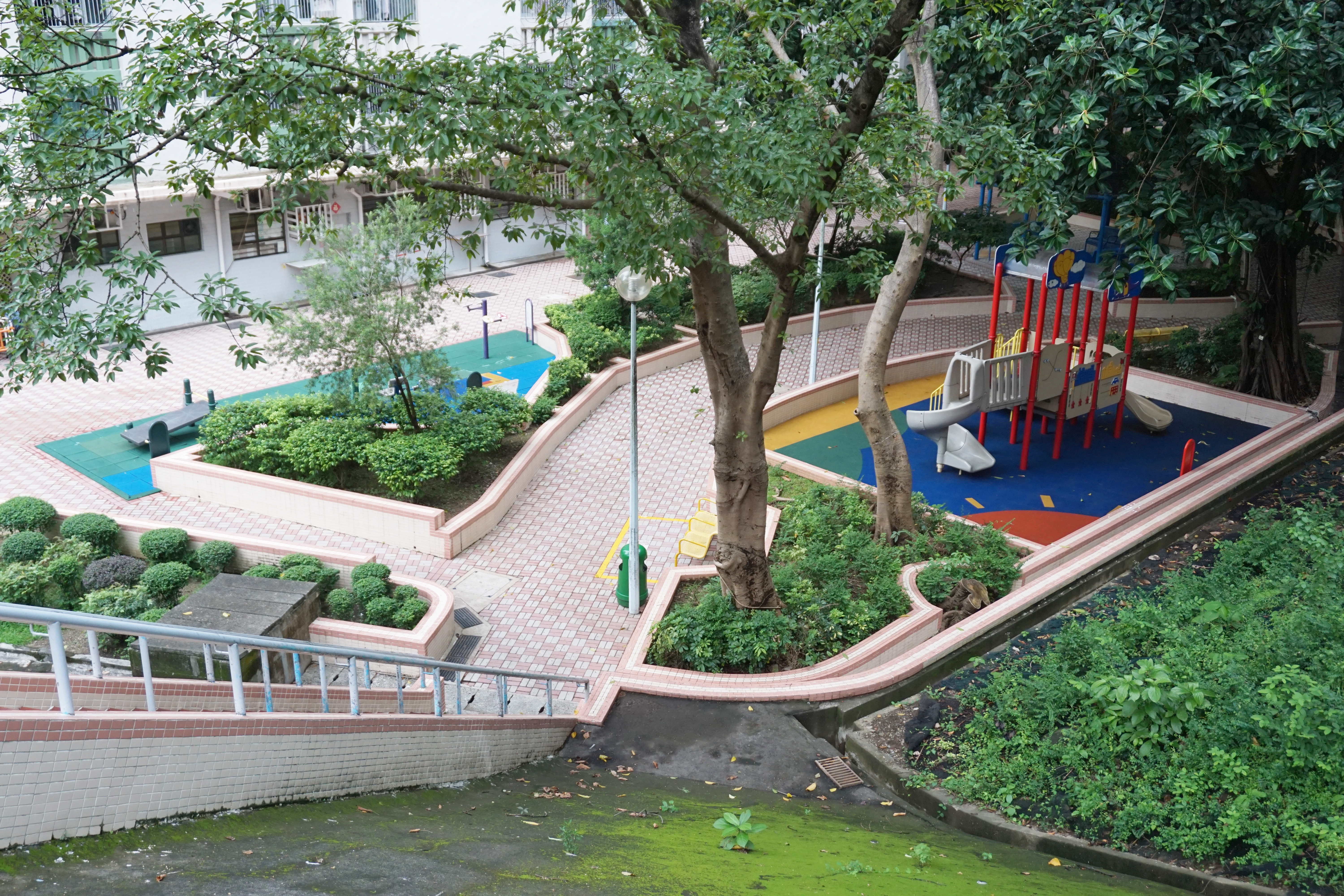
健體區及兒童遊樂場（2）
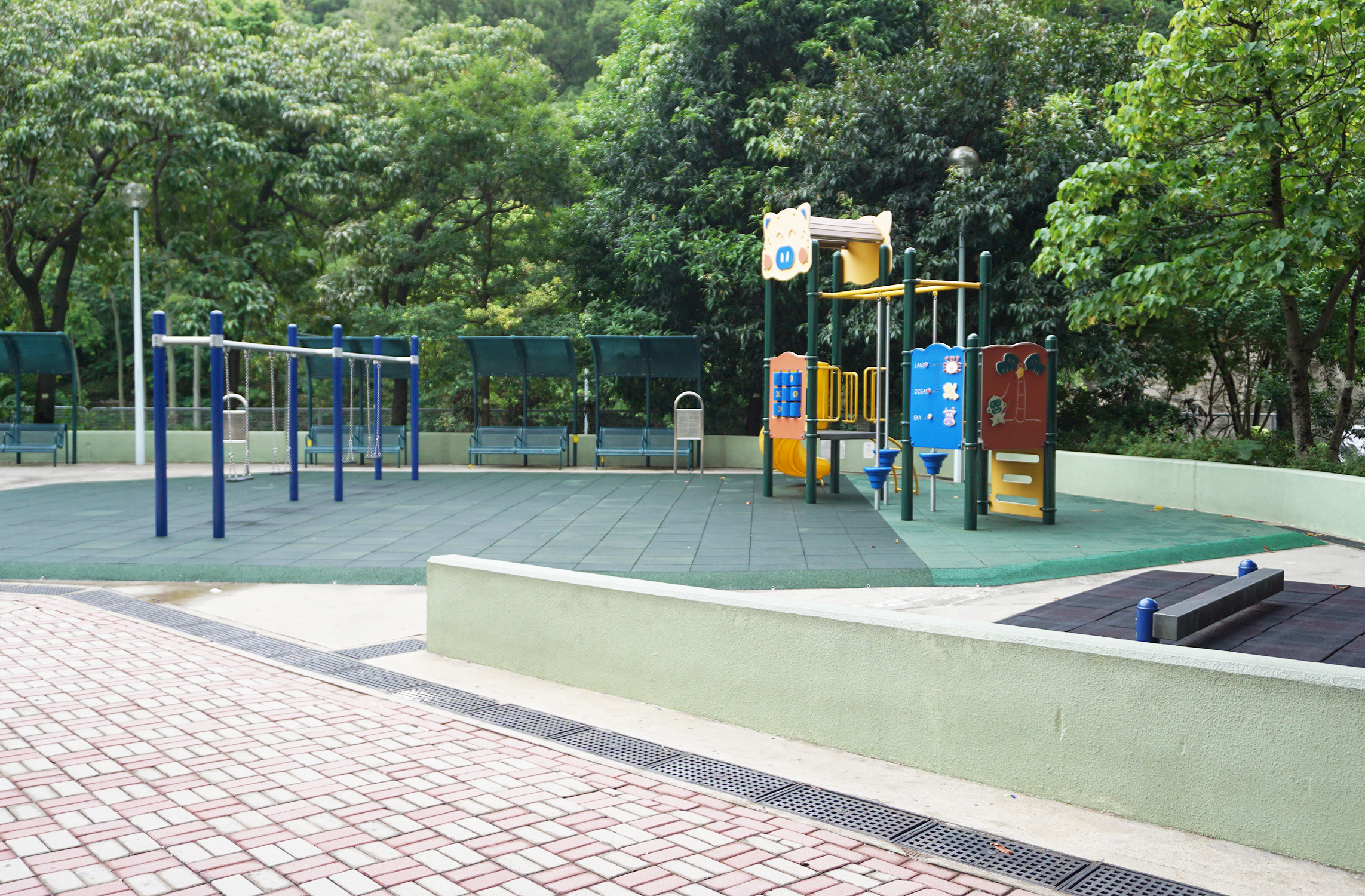
鞦韆遊樂場
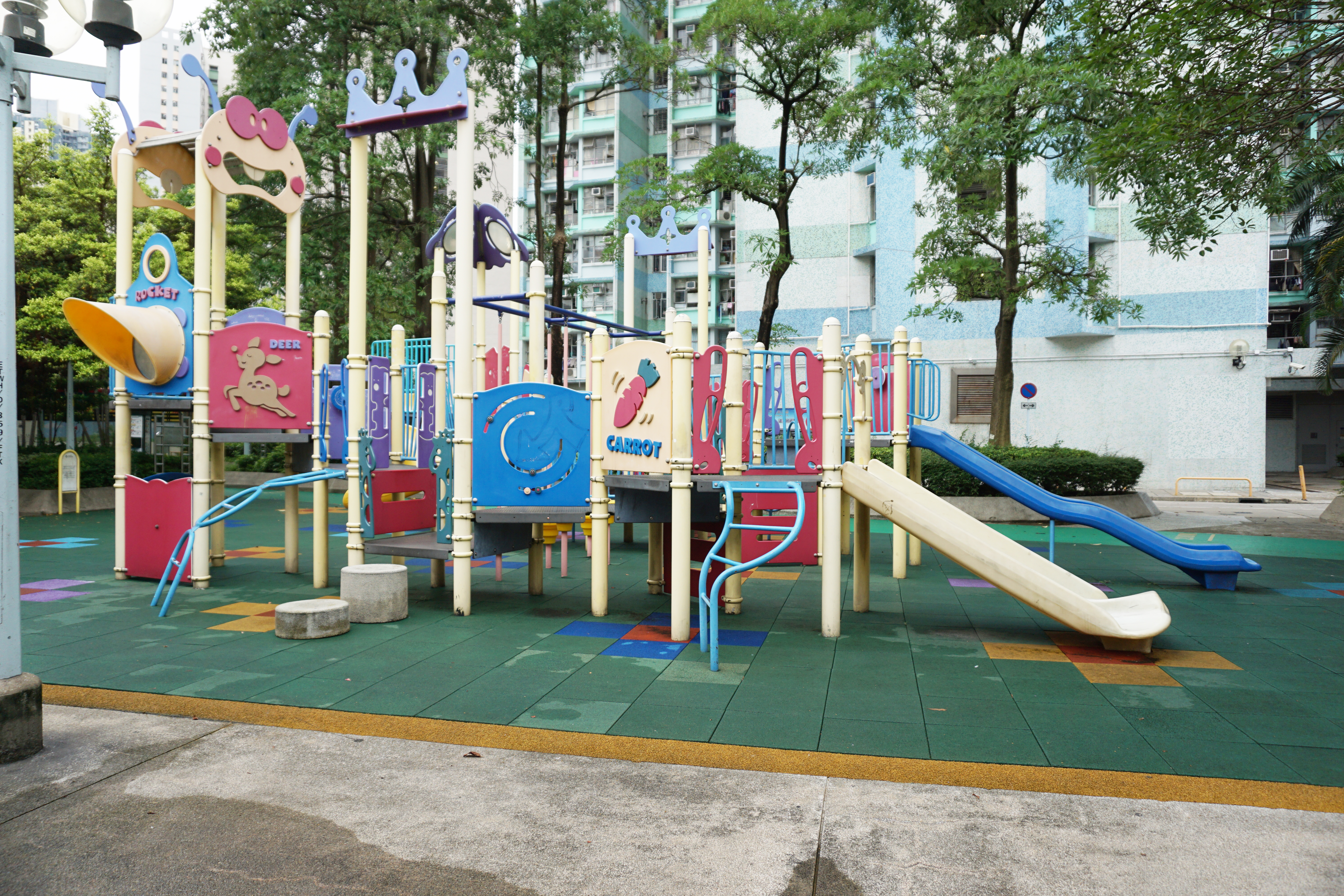
兒童遊樂場
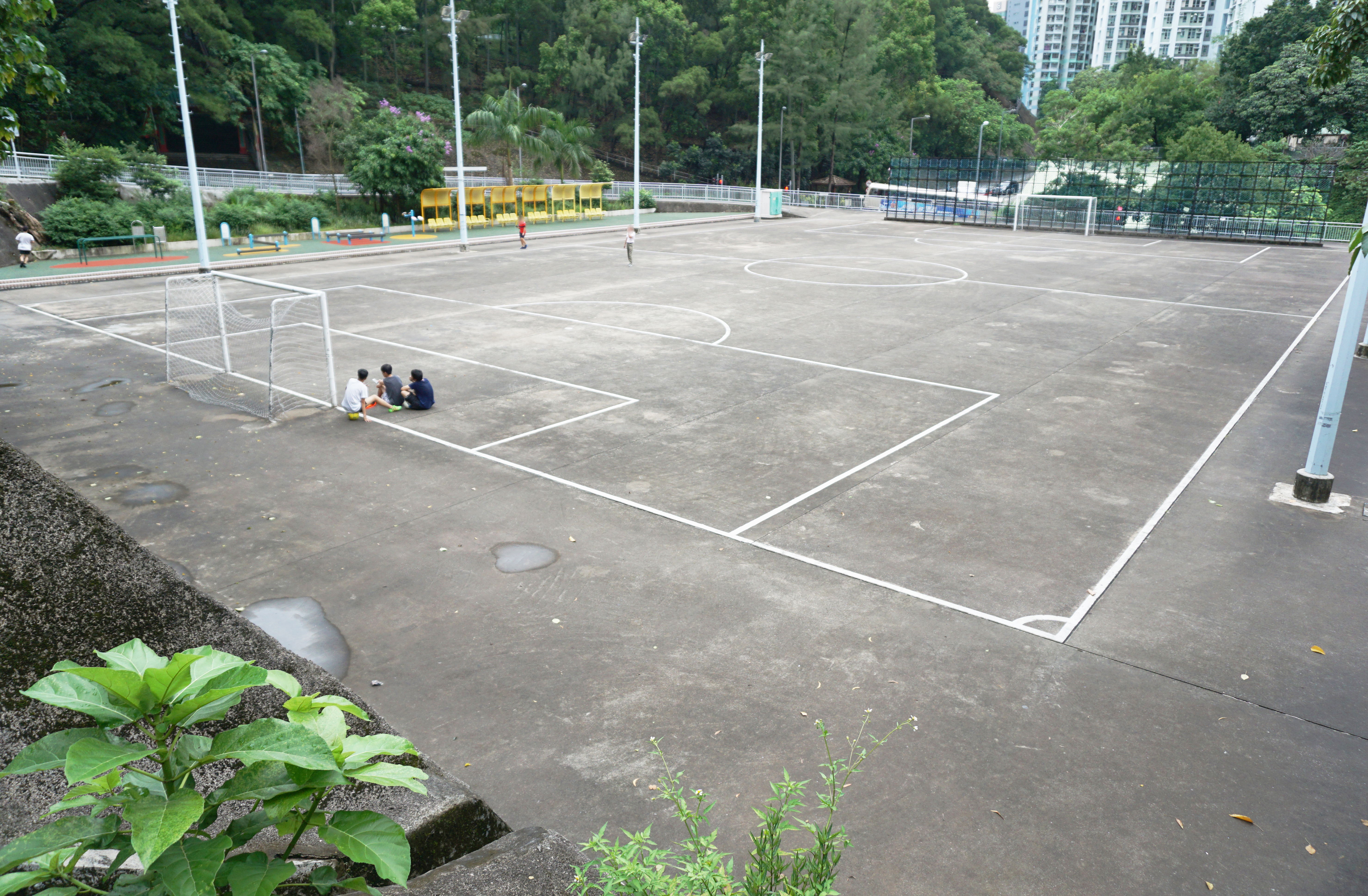
足球場
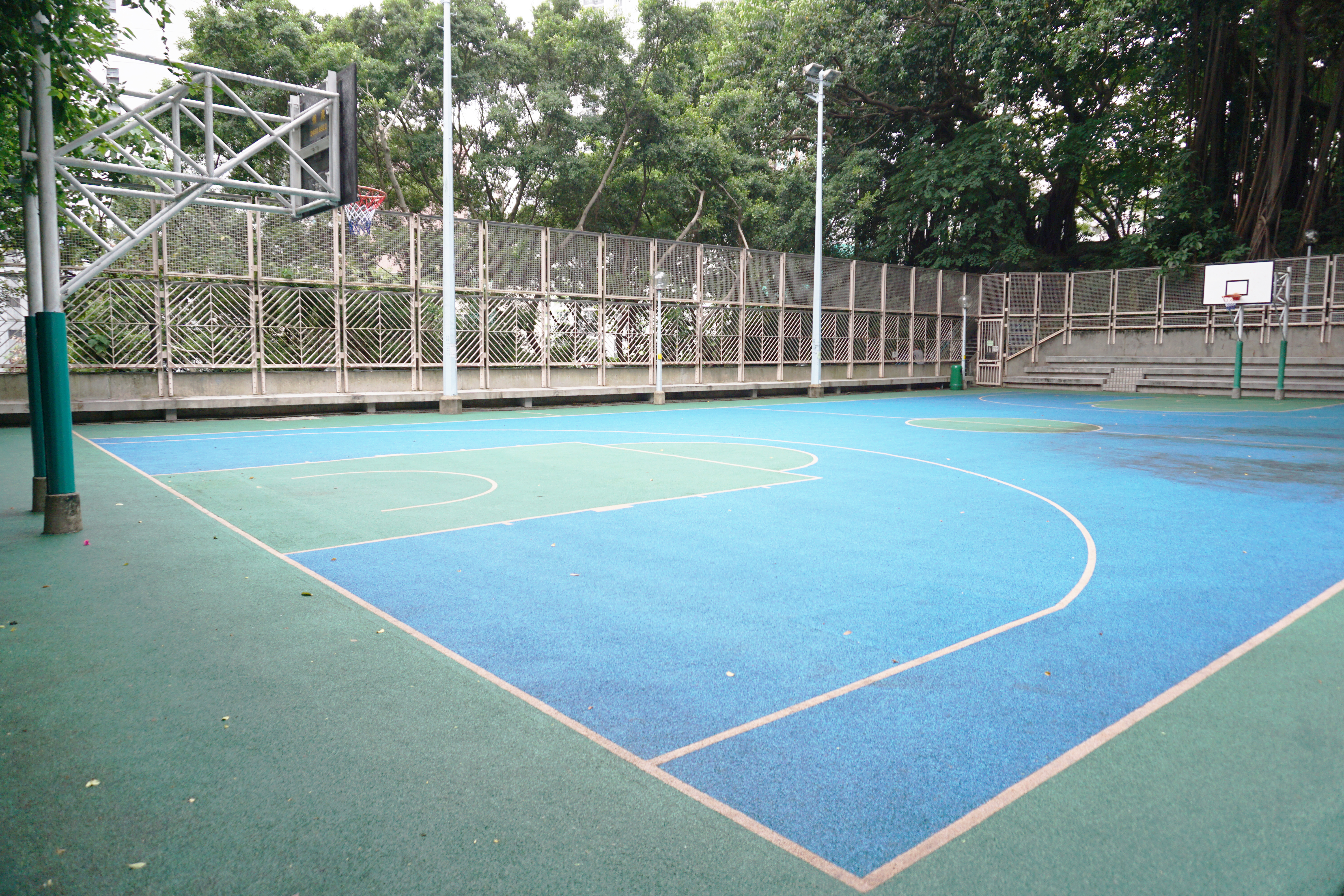
籃球場
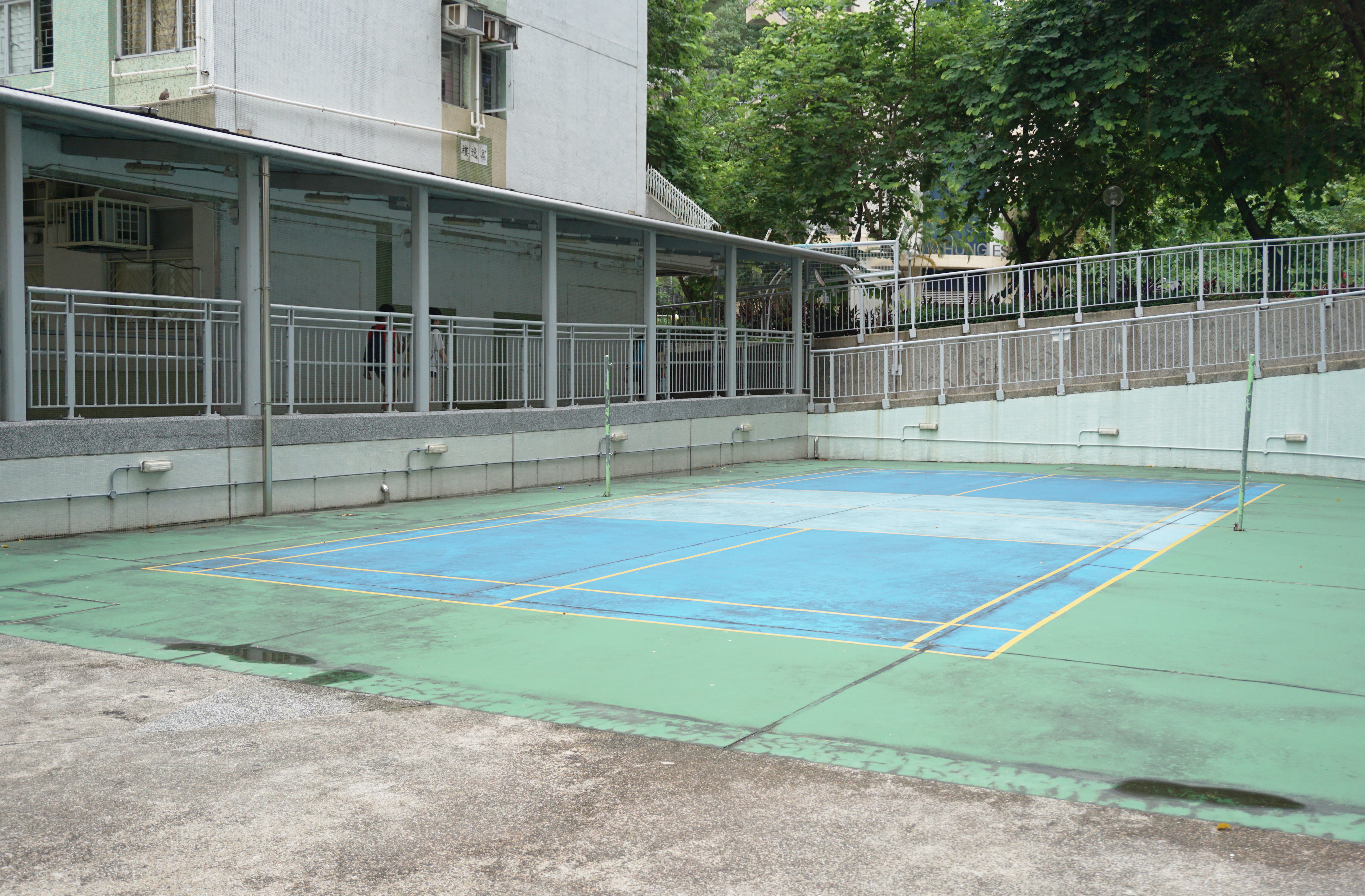
羽毛球場
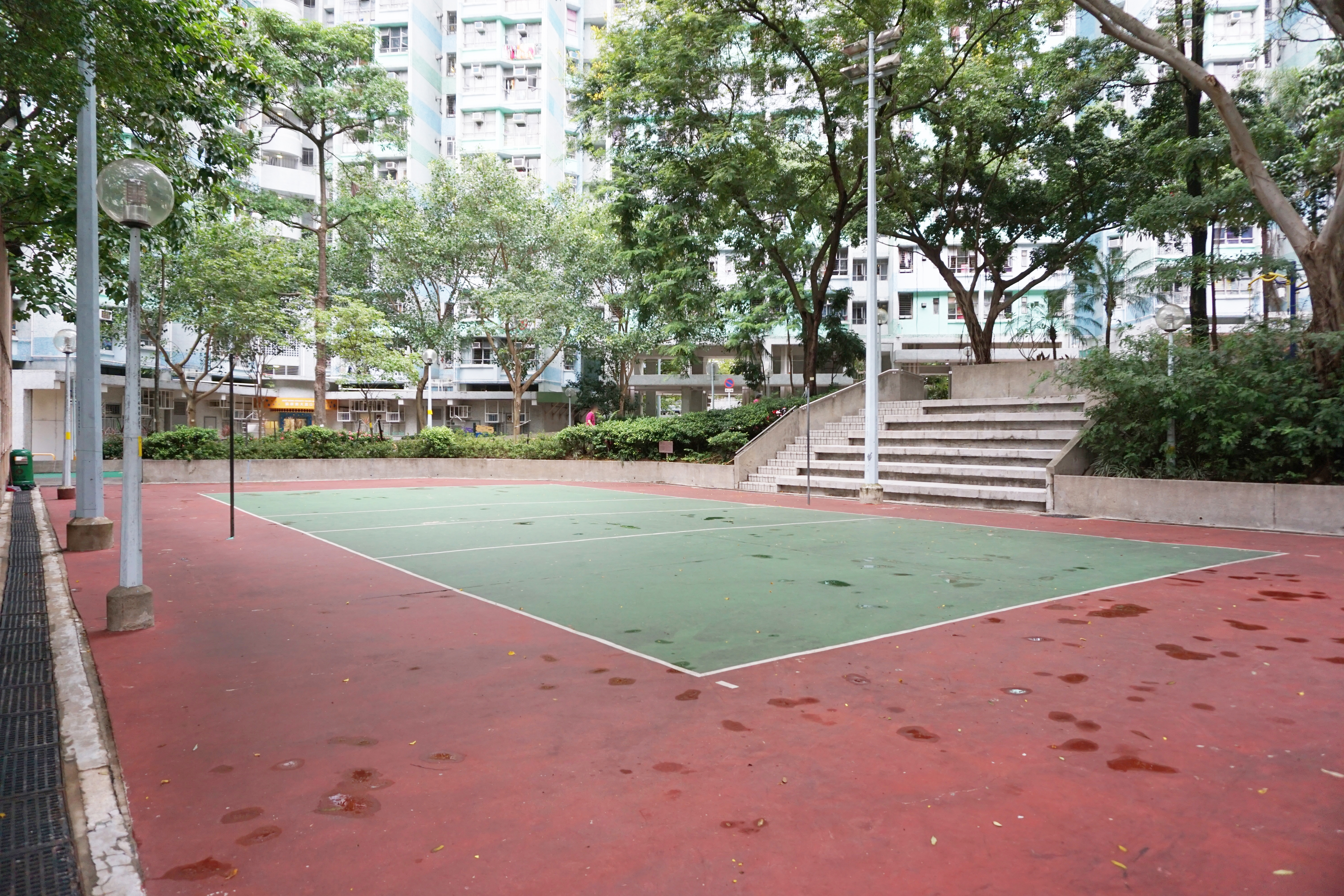
排球場
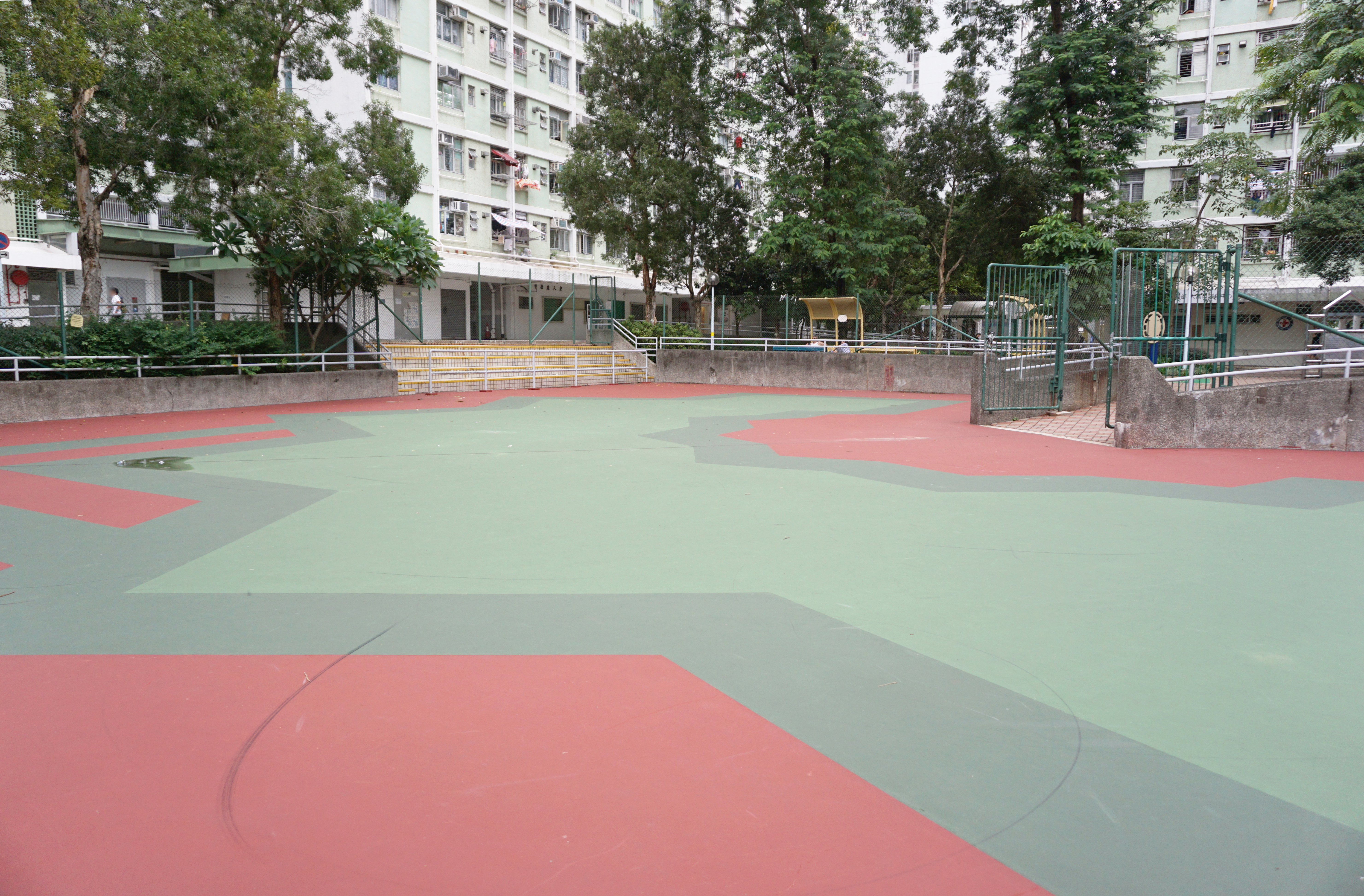
多用途球場
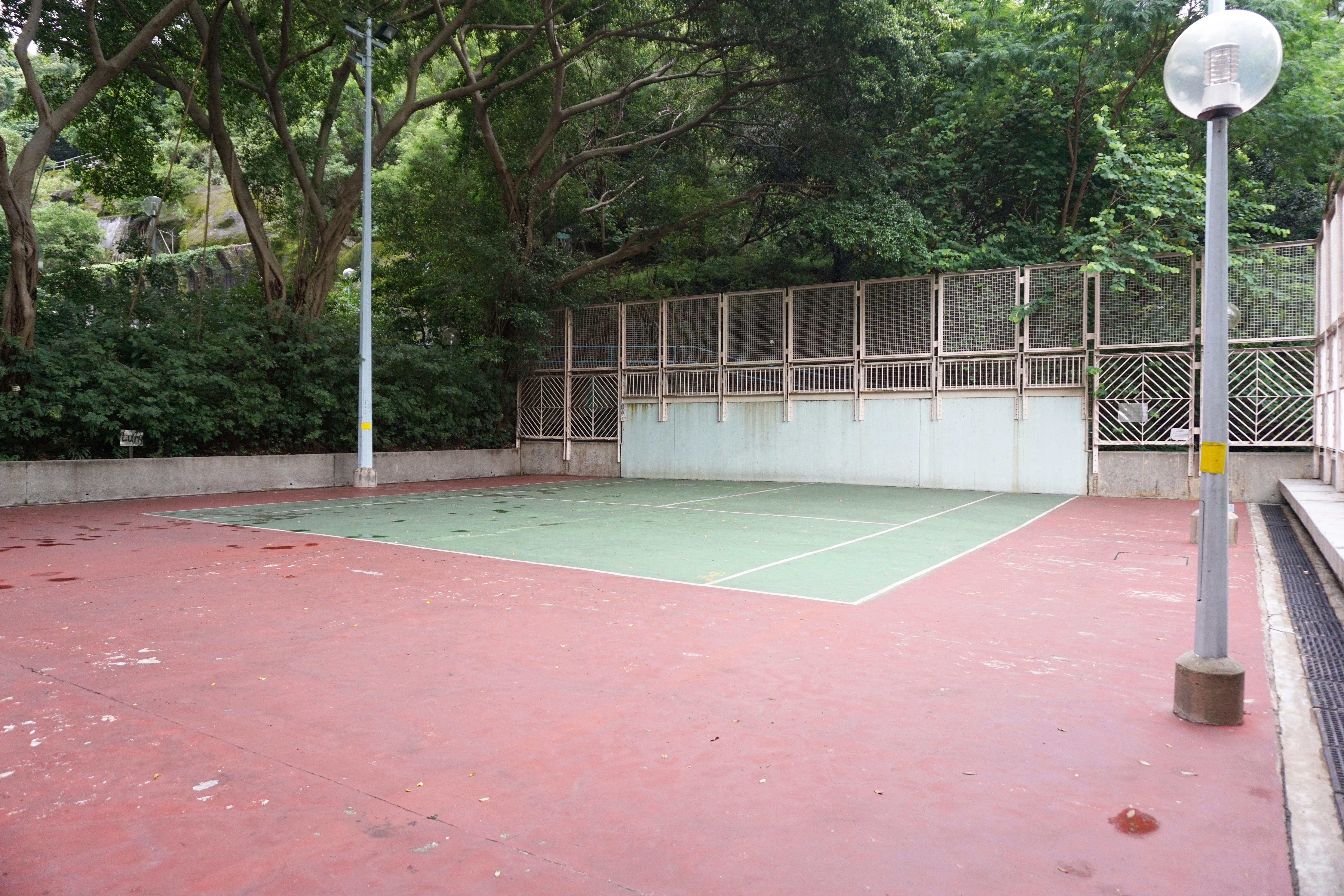
網球練習場
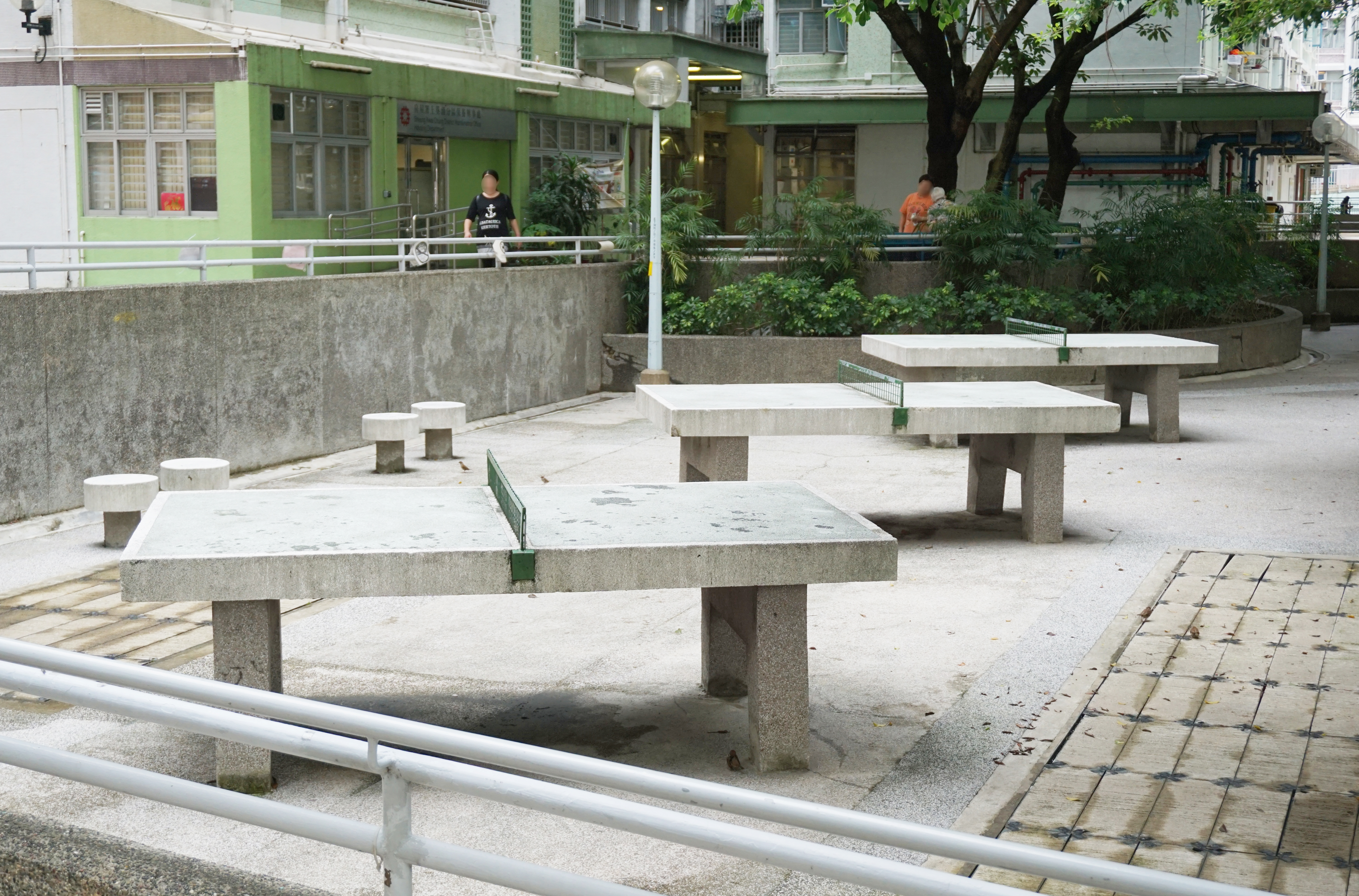
乒乓球檯
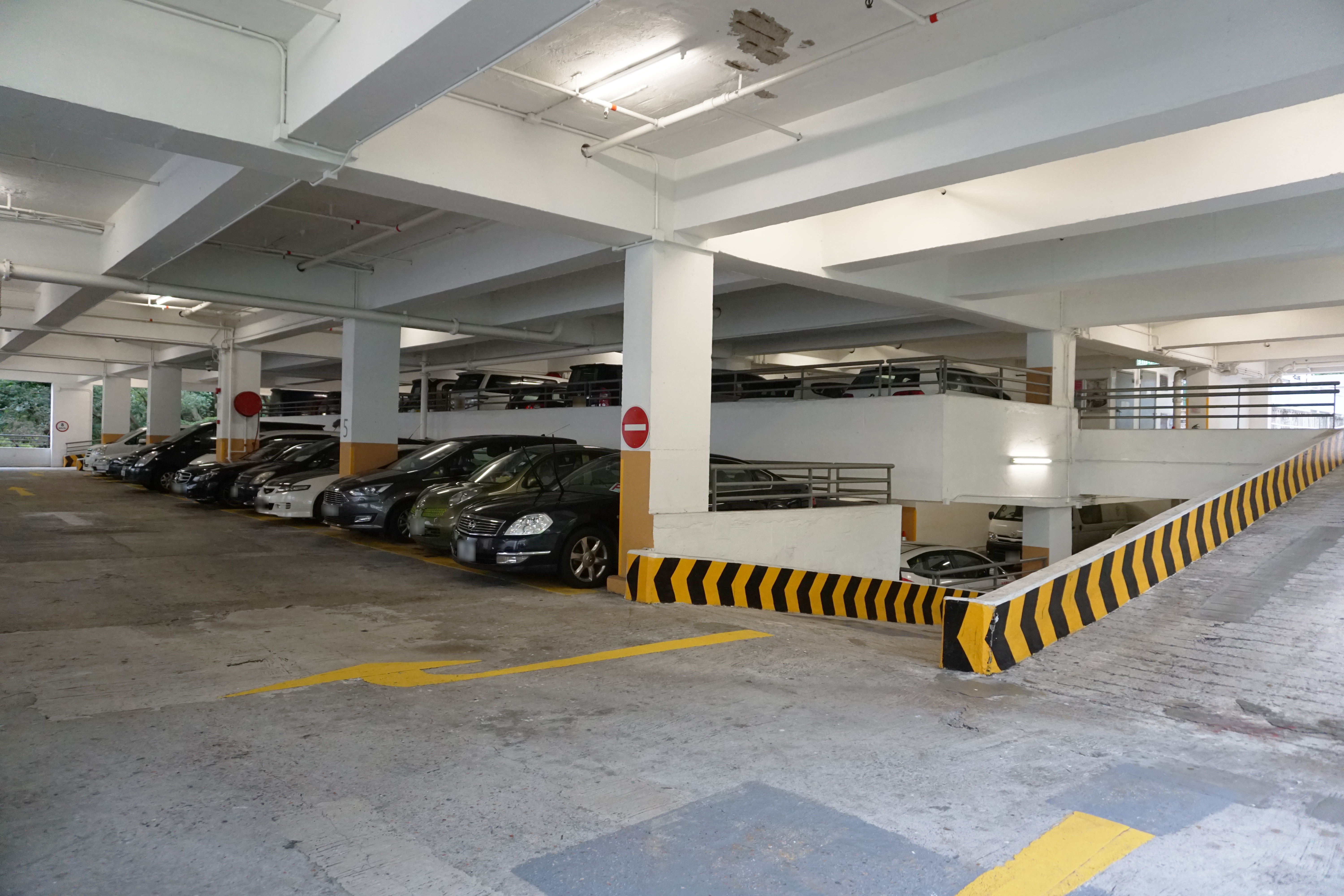
停車場

## 教育及福利設施

### 幼稚園
- 香港聖公會聖尼哥拉幼兒學校（1965年創辦）（位於大窩口社區中心6樓，原稱「聖公會聖尼歌拉幼稚園」，位於徙置區第十一座天台）
- 救世軍富強幼稚園 （1984年創辦）（位於大窩口邨富強樓地下）
- 救世軍大窩口幼兒學校 （1987年創辦）（位於大窩口邨富強樓2樓）
- 保良局張心瑜幼稚園（1989年創辦）（位於大窩口邨富靜樓）
- 仁愛堂彭鴻樟幼稚園 （1993年創辦）（位於大窩口邨富泰樓地下）
- 聖公會荊冕堂幼稚園 （位於大窩口邨大廈街與德士古道交界）於1995年遷拆重建,1998年全新投入服務並已易名為聖公會荊冕堂(士德)幼稚園

### 綜合服務中心
- 協康會大窩口中心 （位於大窩口邨富賢樓地下）

### 小學
- 佛教林炳炎紀念學校（香港佛教聯合會主辦）

#### 已闗閉
- 中華基督教會全完第三小學（位於徙置區第十座地下及第十四座天台，1980年遷往沙角邨並易名中華基督教會基覺小學，最後於2009年結束）
- 聖公會主恩小學（位於徙置區第十二座及第十五座天台，1976年遷往葵盛西邨；2002年再分拆出聖公會青衣主恩小學）
- 亞斯理衛理小學（位於徙置區第十三座天台，1976年遷往荔景邨）
- 寶血會德貞幼稚園（位於徙置區第一座天台）
- 救世軍光榮小學（位於徙置區第二座天台）
- 宣真學校（位於徙置區第三座天台）
- 浸信宣道會榮基幼稚園（位於徙置區第四座天台）
- 浸信宣道會榮基小學（位於徙置區第五座天台）
- 增城同鄉會學校（位於徙置區第7座天台）
- 天德聖教小學（位於徙置區第八座天台）
- 北橋幼稚園（位於徙置區第九座天台）
- 啟文學校（位於徙置區第十座天台）
- 培智學校（位於徙置區第十六座天台）
- 諸聖小學（位於徙置區第17座天台）
- 協基會寶德學校（位於徙置區第十八座天台）
- 香港少年會小學（位於徙置區第十九座天台）

## 交通

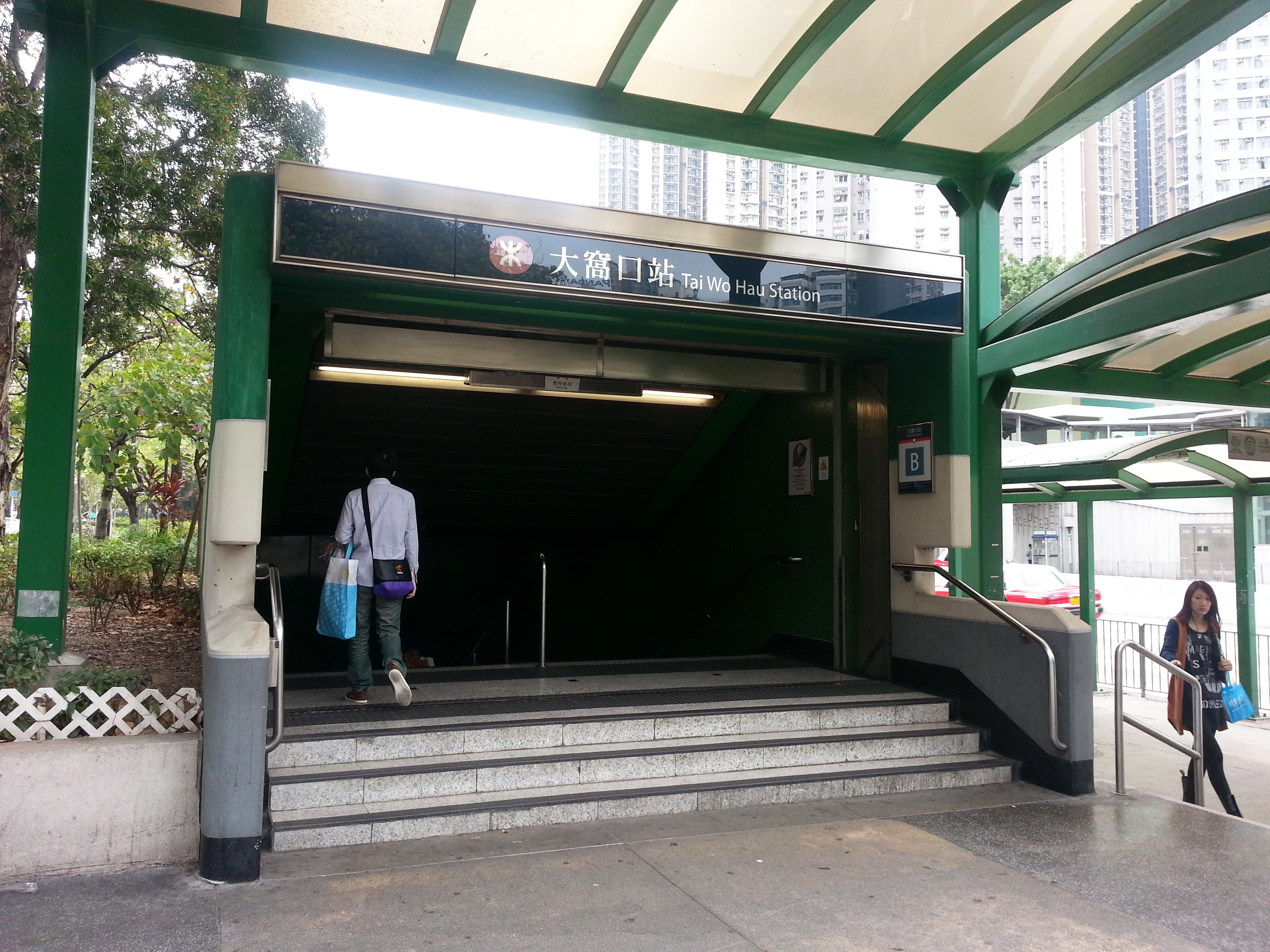
港鐵大窩口站

## 所屬區域
大窩口邨屬於葵青區議會上大窩口選區以及下大窩口選區。然而，不少人認為大窩口邨屬於荃灣區（甚至連大窩口邨的居民在填寫自己的地址時，亦會經常寫作「荃灣大窩口邨」），相信是因為大窩口邨居民只需步行10分鐘內便能到達荃灣市中心的緣故。其實，大窩口邨與東亞花園、荃灣花園僅相隔了一條德士古道，這條道路正是葵青區與荃灣區的分界線。雖然大窩口邨劃入為葵青區，但從地理位置來看，大窩口邨與荃灣之間的距離甚至比屬於荃灣區的石圍角邨還要近。

## 區議會議席分布
| 範圍／年度 | 範圍／年度                                                                        | 2000-2003 | 2004-2007 | 2008-2011 | 2012-2015 | 2016-2019 | 2020-2023 |
| ---------- | --------------------------------------------------------------------------------- | --------- | --------- | --------- | --------- | --------- | --------- |
| 葵蓉苑     | 葵蓉苑                                                                            | 尚未落成  | 上大窩口  | 上大窩口  | 上大窩口  | 上大窩口  | 上大窩口  |
| 大窩口邨   | 富強樓、富國樓、富榮樓、富華樓、 富泰樓、富德樓以及富賢樓                         | 上大窩口  | 上大窩口  | 上大窩口  | 上大窩口  | 上大窩口  | 上大窩口  |
| 大窩口邨   | 富貴樓、富安樓、富邦樓、富民樓、富秀樓、 富平樓、富逸樓、富雅樓、富靜樓以及富碧樓 | 下大窩口  | 下大窩口  | 下大窩口  | 下大窩口  | 下大窩口  | 下大窩口  |
| 葵賢苑     |                                                                                   | 下大窩口  | 下大窩口  | 下大窩口  | 下大窩口  | 下大窩口  | 下大窩口  |

## 事件

### 廁所糞渠駁錯廚渠事件
2020年7月，有公屋戶向媒體指出房屋署及工程承辦商 2018年於邨內一單位合辦展覽室、展覽完結後工程承辦商將展覽室改建為工作人員工作室。但工作室違規加裝座廁並將洗手間的排糞渠接駁至上層單位的廚房廚渠，最後廚渠淤塞導致上層單位的廚房臭氣熏天。上層單位業主投訴揭發事件房屋署僅稱通渠了事。

## 外部連結
- 房委會物業位置及資料 大窩口邨（页面存档备份，存于）
- 房委會物業位置及資料 葵賢苑（页面存档备份，存于）
- 大窩口邨嶄新的第二型徙廈 (香港公共圖書館圖片)[]
- 大窩口邨第20座 (香港公共圖書館圖片)[]
- YouTube上的荃葵青交通總站巡禮 - 大窩口